# イギリスの欧州連合離脱是非を問う国民投票
この記事では（2016年に実施された）イギリスの欧州連合離脱是非を問う国民投票（イギリスのおうしゅうれんごうりだつぜひをとうこくみんとうひょう、英語: United Kingdom European Union membership referendum）について解説する。
2016年6月23日にイギリスにおいて、2015年欧州連合国民投票法に基づいて同国が欧州連合（EU）を離脱すべきかどうかを決めるための国民投票が実施された。投票権は、イギリスとジブラルタルの有権者にもたらされた。
開票の結果、残留支持が16,141,241票(約48%)、離脱支持が17,410,742票(約52%)であり、離脱支持側の僅差での勝利となった。投票率は約72%であった。この結果を受けてイギリスの欧州連合離脱（ブレグジット、Brexit）が決まり、英国は2020年1月31日午後11時(GMT)(日本時間2月1日午前8時)、欧州連合から離脱した。

## 経緯
マーストリヒト条約発効以前

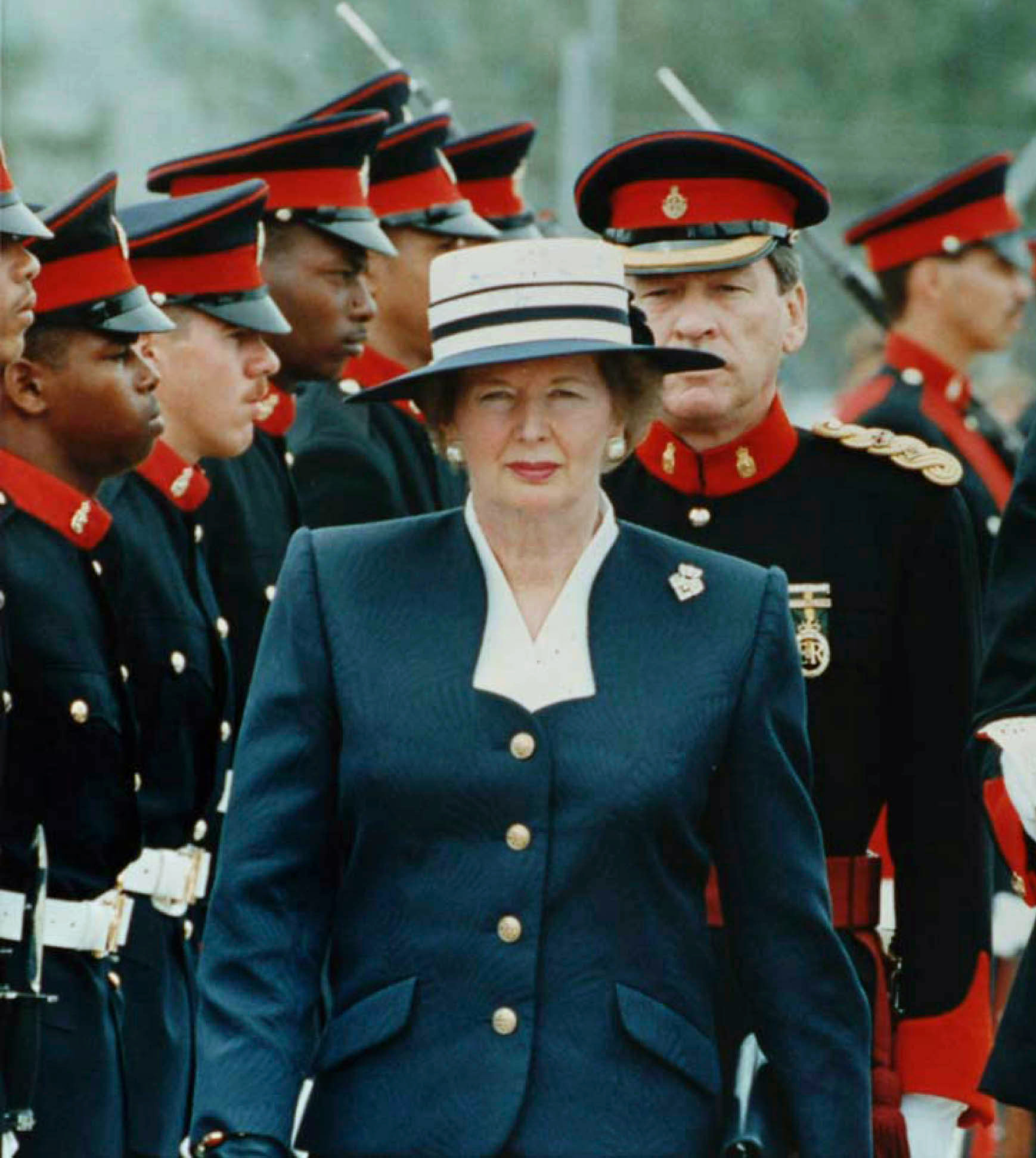
バミューダ諸島を訪れるマーガレット・サッチャー(1990年)。

- 1946年、ウィンストン・チャーチルが「ヨーロッパ合衆国」構想について述べたが、チャーチル自身は「イギリスはその一部でない」とした[5]。
- 1960年、フランス、西ドイツ、イタリアなどからなる欧州経済共同体（EEC）に対抗し、ヨーロッパでの主導権獲得を目指すイギリスが中心となり、欧州自由貿易連合（EFTA）を結成する[6]。
- 1973年にエドワード・ヒース政権下でイギリスの欧州経済共同体（EEC）加盟が決定[7]。

- 1970年代後半、当時のイギリス財務大臣デニス・ヒーリーは欧州為替相場メカニズム(ERM)はドイツが仕掛けた罠であると悟り[8]、イギリス政府はERMに加入しない決定を下した。

- 1990年にはマーガレット・サッチャー政権下でERMに加入する。サッチャー自身はERM加盟には強く反対していたが、後の首相ジョン・メージャーのような側近の圧力におされる形で結局はERM加入を認めた[9]。

- 1992年6月、デンマークは国民投票でマーストリヒト条約を否決[10]。イギリスでもマーストリヒト条約の批准に関わる論争で保守党が内乱[11]。

- 1992年秋にジョージ・ソロスがイングランド銀行相手に投機攻撃を仕掛け、イギリスがブラック・ウェンズデーを経験する。直後にイギリスはERMから離脱。ソロスの投機攻撃はイギリスを救うことが目的ではなかったが、これによって結果的にはイギリスはERMから離脱し共通通貨ユーロへの加入を阻止する[12]。

- 1993年7月、マーガレット・サッチャーが貴族院で反乱を起こし、マーストリヒト条約を批准するかどうかを国民投票にかけるよう要求する[13]。サッチャーは、1986年の欧州単一議定書を支持したことは過ちだったと認めており、そしてマーストリヒト条約によって国権が部分的にEU側に移されてしまうことを懸念していた[13]。

マーストリヒト条約発効後
- 1994年にはジェームズ・ゴールドスミスがイギリスのEU離脱を党是としたReferendum Partyを設立。1997年の総選挙で3%の得票率を死守する。

- 1997年、当時の財務大臣ゴードン・ブラウン（後の首相）がユーロに関する5つのテストを発表し、イギリスのユーロ導入を阻止する[14]。

- 2002年、マーガレット・サッチャーが、後のEUを現代における最大の愚行と形容し、イギリスがその超大国の一部になることは大きな政治的過ちになるだろうと予言する[15]。

- 2004年、当時の首相トニー・ブレアは、「欧州憲法の批准のための国民投票を開く」と述べたが具体的時期の明言を避けた。

- 2008年、イギリス政府は国民投票を開かないままリスボン条約を批准。保守党政治家ビル・カッシュらは司法審査を求めたが、高等法院はこれを却下した[7]。

- 2010年の総選挙で、労働党が敗北し保守党が政権に返り咲く。その翌年に、EU離脱を問う国民投票を求める署名が政府に提出される。署名の数は10万を超えていた。

- 2013年1月、デーヴィッド・キャメロン首相が2015年の総選挙のマニフェストとして、イギリスとEUとの関係について再交渉しEUを離脱するかどうかの選択肢を2017年末までにイギリス国民に与えると発表した[7]。

- 2016年2月20日、キャメロン首相が同年6月23日にEU残留を問う国民投票を実施すると発表[16]。
- 2016年5月27日、G7首脳会議（伊勢志摩サミット）にて、安倍晋三首相を含む各国首脳が「より大きな国際貿易及び投資に向けた傾向、ならびにこれらが生み出す雇用を反転することになり、成長に向けた更なる深刻なリスクである」と一致し懸念を表明した[17]。

## 残留派と離脱派
イギリスはEUに残留すべきかそれともEUから離脱すべきかについて意見が分かれていた。
残留派には保守党のエリート、労働党、スコットランド民族党、大企業、ニュー・レイバーがついており、欧州の協調や単一市場を支持している。しかし後述のように、保守党で残留に票を投じた者の中には欧州懐疑論者も少なくない。
離脱派は保守党、イギリス独立党、左翼・右翼の折衷で構成され、民主主義(をEUから取り戻すこと)や公衆の現状への不満などを論じている。イギリスに流入する移民をコントロールする必要性も唱えている。また、EU法による過度な規制がイギリスの中小企業の経営を圧迫しているとする議論も展開している。
残留派
デービッド・キャメロンはイギリス首相であり、残留派のリーダーとして振る舞ったが、元来欧州懐疑論者でもあり、EUに否定的な発言の多い人物だった。首相としてもEU側と交渉を行い、イギリスに特権的地位を与えるための譲歩をEU側から引き出した。キャメロン首相は、もしイギリスがEUから離脱すれば大陸欧州で紛争がおこる前兆となると断言している。キャメロンが国民投票に踏み切った背景には、党内の過激な反EU論者のを宥め、彼らを抑えるためという側面があった。財務大臣ジョージ・オズボーンは親EU論者であり、EU残留のメリットは自由貿易と治安だと主張している。内務大臣で、後に首相として離脱交渉を行うテリーザ・メイは欧州懐疑派であり、EUは不完全であるとしながらも犯罪やテロリズムからイギリスを保護するためにEU残留はイギリスの国益となると主張している。ただしメイは残留キャンペーンに積極的に与することはしなかった。ロンドン市長のサディク・カーンは、EU残留はロンドンのためになると主張している。スコットランド民族党の党首ニコラ・スタージョンは、多くのスコットランド人はEU残留に投票すると信じつつ、もしEU離脱が決まれば2回目のスコットランド独立の住民投票を行うための強い理由が生じると主張している。
また、経済・財政的観点からEU残留を主張する声もあった。ピーター・マンデルソンは、イギリスがEUを離脱すればEUへの輸出品(自動車、ウィスキー、薬剤など)に20パーセントの関税がかかると述べた。2016年6月15日、財務大臣であるジョージ・オズボーンと元財務大臣であるアリスター・ダーリングは、もし国民投票で離脱派が勝利すれば何百億ポンドという金額に相当する増税と歳出削減をおこなうと発表した。
オズボーンらはInstitute for Fiscal Studiesの試算に依拠し、離脱派が勝利した場合、150億ポンド相当の増税、国民保健サービスや防衛・警察・教育・地方・交通予算など150億ポンド相当の政府支出を削減するのだという。
労働党は残留派が多い一方、党首ジェレミー・コービンはEU残留のためのキャンペーンを張ったものの、基本的には欧州懐疑論者である。コービンは移民が賃金を下げることを主張している。「(賃下げ効果のある)移民労働力の搾取を止めるために熟練技術者を養成し、(移民流入で)人口が急増する地域に(公共)住宅建築をするなどといった政府による投資があってはじめて移民がもたらす利益が実感されます。」とも述べている。
離脱派
前ロンドン市長ボリス・ジョンソンは、「EUの目的は本質的にはアドルフ・ヒトラーと同じである」とし、「イギリスはEUという超国家に取り込まれるべきではない」と論じた。また「ユーロは生産力あるドイツに絶対的なアドバンテージを与えるものであり、その他のユーロ圏の国々はドイツに絶対に勝てない仕組みになっている。イタリアはモーター製造で定評があったがユーロがそれを破壊した。ドイツがそれを意図したんだ。」とユーロに対しても批判した。
司法大臣マイケル・ゴーブは、イギリスはEUを離脱し移民の数をコントロールすべきと考えている。
イギリスがEU加盟国である限り、EU市民はイギリスに定住し働き、イギリスの年金や国民保健サービスを受ける権利を主張することができる。移民によるそのような社会保障制度へのアクセスは社会の負担にもなりうる。またゴーブは、イギリスがEUに留まっている限りはEUからの移民の出入国管理を厳格にできないために治安に影響がでると考えている。
「イギリスがEUに加盟しているために、イギリス政府はEUからの移民の資格・ジハーディストなど過激派とのつながり・犯罪歴などを調査することができません。有罪判決を受けた犯罪者を国外追放にすることすら出来ないのです。」「EUの国境開放政策ではなく、オーストラリア型のポイントベース制度をすればどうなるでしょう。イギリス政府は真の難民や勤勉な移民だけを受け入れることができるようになります。」

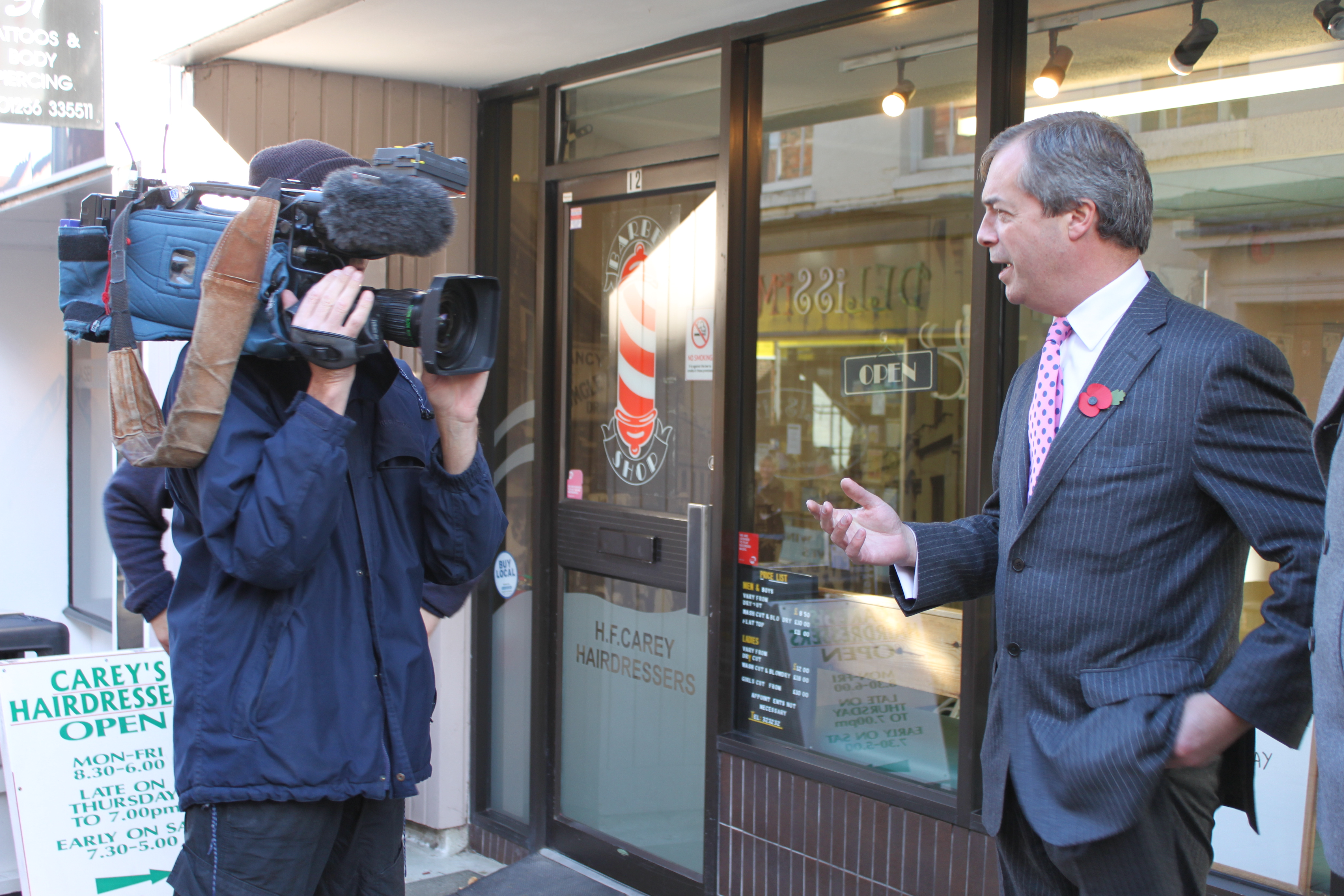
メディアに語りかけるイギリス独立党党首ナイジェル・ファラージ。

イギリス独立党の党首ナイジェル・ファラージは、ファラージ自身がEU離脱の是非を問う国民投票のキャンペーンの最重要人物の一人であると考えている。ファラージは、EU離脱のキャンペーンのために離脱派が党派を超えて連携出来ていることを嬉しく思うと述べている。
「我々の主権を取り戻すことの重要性に比べたら党利や政党政治など小さいものだ。」
保守党の元党首イアン・ダンカン・スミスは、将来的にアルバニアなどのバルカン諸国がEUに加わった場合に、(EU法によってそれらバルカン諸国の国民がEU市民としてイギリスでの居住権を主張できるため)イギリスの治安が脅かされると考えている。元防衛大臣であるリアム・フォックスは、ユーロ圏の非常に高い失業率のために益々多くの若年者が職を求めイギリスなどの北側へ向かってくるとし、それらイギリスへの移民が増加することでイギリスの住宅・保健・学校(などの公共サービス)に大きな負荷がかかると述べている。雇用担当大臣プリティ・パテルは、EU法による過剰な規制がイギリスの中小企業の足かせになっていると考えており、EUを離脱することで多くの新規雇用を創出できると論じている。
リーヴ.EUは2015年8月からキャンペーン活動を始め、EUを離脱するメリットに関する情報を公衆に伝えている。
EU離脱派は、EU離脱を大きなリスクだと主張する政治活動をしばしばプロジェクト・フィアーと呼び、EU残留派は関連するリスクを挙げることで有権者の心理に恐怖を植え付け、有権者をEU残留側に引き込むという手法を採っていると批判した。
例えばボリス・ジョンソンは「プロジェクト・フィアーの代理人達は、イギリス国民に対してEU離脱は警察・司法組織やインテリジェンスを弱めると警告する。中にはEUのおかげで70年間欧州が平和だったと主張する者達もいる。これらの主張は過度に誇張されておりナンセンスの領域にまで達している。」と主張する。

## 国民投票をするにいたった背景
コロンビア大学教授であるジェフリー・サックスは、英国のEU離脱への動きはこれまでのグローバリゼーションへのアプローチに深い問題があったからだと指摘した。
欧州のほぼ全ての国でポピュリスト・反移民政党が躍進し、そして大西洋をはさんでのドナルド・トランプ。これらの動きには違いはあれど共通点がある。これらの動きの支持者は白人、老人、教育水準が低い、労働者階級であるという傾向がある。彼らは「移民は制限不可で、文化を不安定化させ、(
自分たちの）経済的利益を害する」と考えている。彼らは「政治金融エリートが徒党を組んでグローバリゼーションをねじ曲げ、権力を濫用し脱税している」と考えている。このような考え方はレイシズムでもなければファシズムでもない。米国と欧州は過去50年にわたって多量の合法・非合法移民を受け入れてきた。米国への移民はメキシコや西インド諸島から、欧州への移民は中東・サブサハラ・西アジアから来ている。1970年には米国の人口に占める外国生まれの割合は約5%だったが、2015年には約14%にまで上昇した。同様のことは英国でも言える。1971年には約6%であり、2015年には約13%にまで上昇している。それに伴って所得格差も進行した。
サックスは、その部分的原因は米国にある、としている。米国の軍事政策が移民を増加させた。ラテンアメリカでの米国の麻薬戦争は大きな暴力を生み、難民を米国に流入させた。1980年代の中米でのコントラは米国の隣国を不安定化させる要因となった。米国は中米・カリブ海での小規模武器の提供者であり、組織犯罪のハブであり、米国大企業の利益のために民主的な政府を不安定化させたりしていたが、米国の政治エリート層はこれらがもたらす結果を気にしていない。（なおサックスは、米国は隣国メキシコなどがなぜ貧しく治安が悪い国家なのかを考える必要があり、米国の政策がそれらにどう関与したのか今一度考えるべきだ、とも指摘。）欧州への難民流入に関しても、近年のアフガニスタン戦争、イラク戦争、2011年リビア内戦、CIAによるイエメン介入、CIAによるソマリアへ介入などこれら全てと関係がある。
移民は治安・仕事・社会保障を求めて大挙して押し寄せてくる可能性がある。豊かな国は国境管理能力を実質的に失っている、もしくは公衆がそう感じている。だが経済エリート層はこれに関心を示さない。企業は低賃金の移民を使って収益を上げ、裕福な家計は移民が供給する安価なサービスに満足する。労働者階級は賃金低下、雇用のオフショア、機械化の波に飲み込まれているが、エリート層は見て見ぬふりをしている（ジェフリー・サックスは経済的に豊かな国は出入国管理が必要だと説いた。）。

### 欧州内での移動の自由と国の主権との対立についてのイギリス人の受け取り方
欧州連合基本条約は、欧州連合条約(Treaty on European Union, TEU)と欧州連合の機能に関する条約(Treaty on the Functioning of the European Union, TFEU)からなり欧州連合の法的根拠となっている。TEUの第3条によって、EU域内での人の移動の自由を確かなものにすることが提起され、TFEUの第20条によってEU市民がEU域内を自由に移動し定住することが保証される。そしてTFEUの第45条によってEU域内のEU労働者の移動が保証される。ゆえにEUの市民権を保持していれば、EU加盟国に居住し働くことが可能である。
これらEU法で定められているような人の移動の自由の保障は、一方で人権を守っているわけであるが、他方治安・安全保障・経済の面では問題もはらむ。もしテロリストがEU域内で養成されれば、(もしくはテロリストがEU域内に入り、仮にEU市民権を得れば)そのテロリストは域内を自由に動き回ることができる。ただしEU加盟国はどこでも移動の自由に関して同じ条件下にいるわけであり、人権や移動の自由の重要性やEUの意味や効用を深く認識し、副作用的な面については様々な合理的な対処法を模索したり、節度を持ってそれを受忍したりしている。だが他のEU加盟国の国民（例えばフランス人、ドイツ人、スペイン人、オランダ人 等々）と、イギリス人とでは、EUの効能と加盟国の主権との関係に対する見解が、やや異なる傾向があった。
たとえば「EU法があるために重い実刑判決をうけた者でもイギリスに入国可能である。イギリス政府は治安への深刻な脅威となる者の入国を拒否できるが、その他の欧州の国々には治安上問題となる者の犯罪歴を共有する義務が無いためにイギリス政府はそれらの情報を知らされないのであり、実質的に入国拒否をすることが難しい。」「また経済の面でも、域内の低賃金労働者や非熟練労働者が仕事を求めて高賃金の国へ移動しその国の国内労働者と職の奪い合いになり、その国の平均賃金に下方圧力がかかるという側面がある。」などといった見解・意見の強調である。（本当は、イギリスで生まれた犯罪者が他のEU加盟国へ入国する場合もあり、他のEU加盟国に迷惑をかけもし、それを他の加盟国は受忍しているのだが、イギリスではなぜか自国が他国に迷惑をかけていることはあまり話題にせず、自国に入ってくることばかりに極端に焦点が当てられ、議論となっていった。）
「イギリスのビザ基準では、イギリスにとって必要な技能を有した移民だけを受け入れることになっている。だがEU法があるためにEU市民はイギリスに居住し労働することが認められている。オックスフォード大学の研究者らによる調査では、仮にEU法が無ければ、EUからの移民の約75パーセントはイギリスで労働許可証が発行されないことがわかっている。分野別では、例えばイギリスの農場で働くEU移民の96%、小売業で働くEU移民の94%がイギリスのビザ基準を満たさなくなる。」などとも。
2004年にポーランドやその他東欧諸国がEUに加盟し、イギリスへの移民数が増加した。その際の平均収入の1年あたり上昇率は4から5パーセントであった。当時は労働党政権であり、学校などに大きな投資がなされていた。2008年に顕著となった世界金融危機以降、イギリスへの正味の移民数は増加し政治経済状況も変化した。実質収入は圧迫され、公的セクターの拡大は停滞しているとも言われる。
離脱派のリーダー格となったボリス・ジョンソン前ロンドン市長やイギリス独立党（UKIP）のナイジェル・ファラージ党首は、「EUを離脱することでイギリスの主権を回復させ、出入国管理を厳格化させることができる」という主張を行っていた。選挙で離脱が決定した後、ジョンソンは英国次期首相への不出馬を表明、ファラージは党首辞任を相次いで発表した。

### EUのスープラナショナリズムと民主主義の否定
EUはスープラナショナリズムを基本としているが、それが成り立つにはEU参加国が条約に署名することで加盟国の主権を超国家権力主体へ譲渡する必要がある。だが特定の分野、例えば防衛、徴税や通貨などの主権は超国家権力主体へ譲渡すべきではない。
もしそれらの主権を譲渡すればその国家は弱体化することになる。リーマン・ショック以降のユーロ圏の状況からもそれは明らかである。ユーロ加盟国は金融政策の主権をフランクフルトにある欧州中央銀行（ECB）に譲渡しているため、独自の金融政策を採れない。
自国通貨を捨て金融政策を放棄した南欧のユーロ加盟国は高い失業率に苦しんでいる。
通貨発行権限も失っているので自国の政府債務もコントロールできず、他国からの金銭支援を余儀なくされた。
ドイツはじめEUは、PIIGS諸国への金銭支援と引きかえに緊縮財政政策や構造改革を施行するよう要求した。ここまではスープラナショナリズムの論理的帰結である(このようなことは財政連邦主義を採るアメリカ合衆国ではありえないことである。アメリカでは、経済が低迷している州は連邦政府からの自動的な経済援助を受ける仕組みになっている)。
スープラナショナリズムのみならず、EUは民主主義も否定する性格を有している。EU側の命令に対しギリシャは2015年7月に国民投票を行い、緊縮財政に反対する明確な意思表示をした。
だがEUはギリシャの民意を無視した。EU側は、ギリシャに緊縮財政だけでなく500億ユーロ相当のギリシャ国有資産を売却民営化するよう要求した。
このようにEUが非民主主義な組織であることは広く知られている。
EUの政策の多くは選挙と無関係な人々で構成される欧州委員会（EC）で形作られるためである。
欧州委員会の構成員をEU市民が選挙で選ぶことは出来ない。
また、欧州議会（EP）はEUの意思決定にほとんど影響を及ぼせない。
欧州議会には法案の提出・形成・破棄の権限が無く、欧州委員会が提起した法案の修正程度のことしか出来ない。
よってギリシャ制裁に抗議した人々は欧州委員会やECBに直接的・間接的影響力を行使できないのである。
欧州委員会の副委員長は「我々には選挙に依って政策を変えることは無い」とまで発言している。
マイケル・ゴーブは、EUの問題の一つはゴールドマン・サックスやモルガン・スタンレーなどの巨大銀行がEUと関係を持っていることだと考えている。
「私はゴールドマン・サックスやモルガン・スタンレーのような巨大な投資銀行をしばしば批判します。ゴールドマン・サックスは2008年の世界金融危機を誘発した数々の要因にも、そしてギリシャのユーロ加盟にも関与しています。これら投資銀行がEUにロビー活動を行いそしてEU残留派を支援している事実が全てを物語っていると思います。EUのような巨大銀行重視の機関か、それとも労働者のためになる民主主義か、どちらが良いでしょうか。私たちは民主主義を選ぶべきだと思います。」

### EUの拡大とイギリスの発言権
EUが拡大するにつれ加盟国各々の発言力は分散減少する傾向にある。
イギリスが欧州経済共同体（EEC）に1973年に加盟したときはイギリスは20%の投票をもっていた。2015年ではその半分未満となっている。
よってイギリスが賛成できないEU法案に実質的な拒否権をもてない状況となっている。イギリスは2009年から2014年の間に576のEUの法案に反対したが、485法案はその他の国の賛成多数で可決され立法化された。
2010年以降、EUは約3500の法案を適用している。このEUの新たな法規制によって生じるイギリスのコストは年間76億ポンドになると見積もられている。EU加盟国数の潜在的拡大を考えれば、イギリスがEU内での政治的影響力を十分に発揮できないことで被る損失は今後大きくなる可能性がある。もしイギリスがEUを離脱すれば、EU域内に適用される法と規制を無効化する選択肢を得る。

### EU全体の政策にかかる負担の分担
EU加盟国は、協調して負担を公正に分担するよりも自らの義務を最小化し他の加盟国に負担を可能な限り押し付けようとしている。
この傾向はとりわけリーマン・ショック以降に顕著になってきている。
加盟国が負担を押し付け合うようになった結果、EU全体にかかるコストは大きくなってしまう。
EUの首脳らはその場しのぎの金銭的・政治的コストに重点を置き、これらの危機に続く長期的な多岐に渡る結果に焦点を置こうとしない。
PIIGS諸国の問題にしても、それら経済危機にある加盟国への金銭支援にかかる負担はEU加盟国で分担される。
だがドイツは自らの負担が大きくなることを拒んでいる。
ドイツ側は「債務返済は道徳的義務であり罪深き浪費への償いでもある」と主張し、ギリシャの債務減免を拒否している。
2010年時点でギリシャ政府債務の減免がなされていればフランスやドイツの銀行への悪影響は小さなものだったはずである。
難民問題にしても、南欧諸国に最初に入国した難民が(質の高い福祉を求めて)ドイツに向かう。
ギリシャやイタリアはダブリン規約を無視し、難民が北側に移動するのを止めようとしない。
それら南欧諸国は難民にかかる経済的・政治的負担を北側に押し付けるのである。
EU予算への貢献度
イギリスはEUの予算に貢献しているが見返りが少ない。2013年度にはEUには約170億ユーロ支払っており、一日あたり約3500万ポンド支払っていることになる。だがEUからは63億ユーロ分しか支払われない。正味の貢献額はドイツに次いで2位である。イギリス独立党のSuzanne Evansは、イギリスが毎週3億5000万ポンドもの金額をEUに払っているせいでイギリスの学校や病院に十分なお金を回せないのだと述べている。
| 加盟国がEU予算のために支払う金額 | 加盟国がEU予算のために支払う金額 | 加盟国がEU予算のために支払う金額 | 加盟国がEU予算のために支払う金額 | 加盟国がEU予算のために支払う金額 |
| -------------------------------- | -------------------------------- | -------------------------------- | -------------------------------- | -------------------------------- |
| 加盟国                           |                                  |                                  | 億ユーロ                         |                                  |
| ドイツ                           | ドイツ                           |                                  | 293.7                            | 293.7                            |
| フランス                         | フランス                         |                                  | 232.9                            | 232.9                            |
| イタリア                         | イタリア                         |                                  | 171.6                            | 171.6                            |
| イギリス                         | イギリス                         |                                  | 170.6                            | 170.6                            |
| スペイン                         | スペイン                         |                                  | 113.6                            | 113.6                            |
| オランダ                         | オランダ                         |                                  | 65.5                             | 65.5                             |
| ベルギー                         | ベルギー                         |                                  | 52.9                             | 52.9                             |
| ポーランド                       | ポーランド                       |                                  | 42.1                             | 42.1                             |
| スウェーデン                     | スウェーデン                     |                                  | 42.1                             | 42.1                             |
| 2013年度                         |                                  |                                  |                                  |                                  |

| 加盟国にEU予算から支払われる金額 | 加盟国にEU予算から支払われる金額 | 加盟国にEU予算から支払われる金額 | 加盟国にEU予算から支払われる金額 | 加盟国にEU予算から支払われる金額 |
| -------------------------------- | -------------------------------- | -------------------------------- | -------------------------------- | -------------------------------- |
| 加盟国                           |                                  |                                  | 億ユーロ                         |                                  |
| ポーランド                       | ポーランド                       |                                  | 161.7                            | 161.7                            |
| フランス                         | フランス                         |                                  | 142.3                            | 142.3                            |
| スペイン                         | スペイン                         |                                  | 137.5                            | 137.5                            |
| ドイツ                           | ドイツ                           |                                  | 130.5                            | 130.5                            |
| イタリア                         | イタリア                         |                                  | 125.5                            | 125.5                            |
| ギリシャ                         | ギリシャ                         |                                  | 72.1                             | 72.1                             |
| ベルギー                         | ベルギー                         |                                  | 72.0                             | 72.0                             |
| イギリス                         | イギリス                         |                                  | 63.0                             | 63.0                             |
| オランダ                         | オランダ                         |                                  | 22.6                             | 22.6                             |
| 2013年度                         |                                  |                                  |                                  |                                  |

イギリスは2016年度に約110億ポンドEUに支払うと考えられており、EU年間予算の11%をイギリスが負担することになる。

## 緊密化していく欧州連合
ローマ条約以降、欧州連合は緊密化していくことになっている。だが、さらなるEUの統合は内的紛争を生む可能性がある。欧州超国家が誕生しても、そこには人々のコンセンサスは無く、非民主主義的で、紛争が起こることが懸念される。
EUは欧州での戦争を防いでいると言われるが、これはナンセンスである。旧ソビエト連邦と戦争になる危険は過去にあった。
EUの前身EECは無力であり、戦争を実際に防いだのは北大西洋条約機構（NATO）だった。

### EU域内での通貨の多様性の喪失
欧州連合がさらに緊密になった場合、欧州連合内での公式通貨はどうなるであろうか。
イギリス政府は、EUが多通貨連合であるということを欧州連合基本条約に明文化することを望む。
そしてユーロがEUの公式通貨だとする条項を削除するよう求めている。だがECB総裁マリオ・ドラギは、EU内での単一通貨はユーロでありユーロ圏はさらなる統合の道を進むと断言している。
イングランド銀行総裁マーク・カーニーは、(イギリスがEUに残留する場合は)EUが多通貨連合だという確固たる保証をEU側から得る必要があると発言した。
イングランド銀行の元総裁であるロスベリーのキング男爵は単一通貨ユーロを批判する。ドイツとギリシャの関係からもわかるようにユーロ圏内の単一の利子率によって必然的に競争力が失われてしまう。経済だけでなく政治的にも問題であり、欧州のエリート達は欧州債務危機を良いものだと考えているという。危機によって政治統合が進むであろうからだ。また、金融統合という無謀な決断が非民主主義的に行われたこと自体も極めて危険なことである。
キング男爵は以下のように述べる。「貨幣システムが機能するには国家観が必要です。中央銀行に動かされるような統治システムを構築してはなりません。」
「今週私は大企業の社長さん達からの手紙を拝見しました。その方方は手紙の中でイギリスはEUに残留せよと述べていました。その方方のいくらかは、イギリスはユーロに加盟すべきだとまで言っていました。一体どうしてその方方の言うことを私たちは聞くべきなのでしょうか(聞くべきではありません)。」

### 計画的に引き起こされた危機
EUのエリートらによる意図的な政策によって欧州の経済が深刻な状況になっている。キング男爵は欧州の経済・金融統合を強く非難し、経済状態が酷いユーロ加盟国を終わり無き緊縮財政政策から解放するためにも問題多きユーロ圏は解体される必要があると論じる。
危機に陥っているユーロ圏加盟国が経済と雇用を回復させるためには、ユーロを破棄し自国通貨を取り戻すことがほぼ唯一の方法だと語る。
キング男爵は以下のように述べる。「アメリカが1930年代に経験した世界恐慌を上回る恐慌を先進工業国が経験するとは予想だにしませんでした。これがギリシャで起きたことなのです。事態を悪化させるような政策が意図的に行われていたのです。慄然たる思いです。」

### EUの更なる政治統合
実際にユーロ圏の危機によってEUの(特にユーロ圏加盟国の)政治統合への圧力が強まっている。
そしてキャメロン首相がEU側との交渉で得たものの一つは、イギリスはEUの更なる政治統合には関わらないというものだ。
だがこれではEUに残留した場合EUの意思決定や法制定にはイギリスは参加できず、その他の加盟国によってそれらの国益になるような決定がなされるだろう。イギリス国内法はEU法によって実質覆される。
もしくはキング男爵のように政治統合自体うまくいかないだろうとする見方もある。金融統合によってEUのエリートとEU加盟国の民主主義とが衝突する結果となっている。
更なる政治統合によって加盟国が主権を譲渡しEUの絶対的命令に服従することを迫られ、それに続く公衆の激しい抵抗が起こるだろう。
そして経済危機だけにおさまらず政治的危機を引き起こすだろうとキング男爵は考える。

## EU域内の難民・移民問題

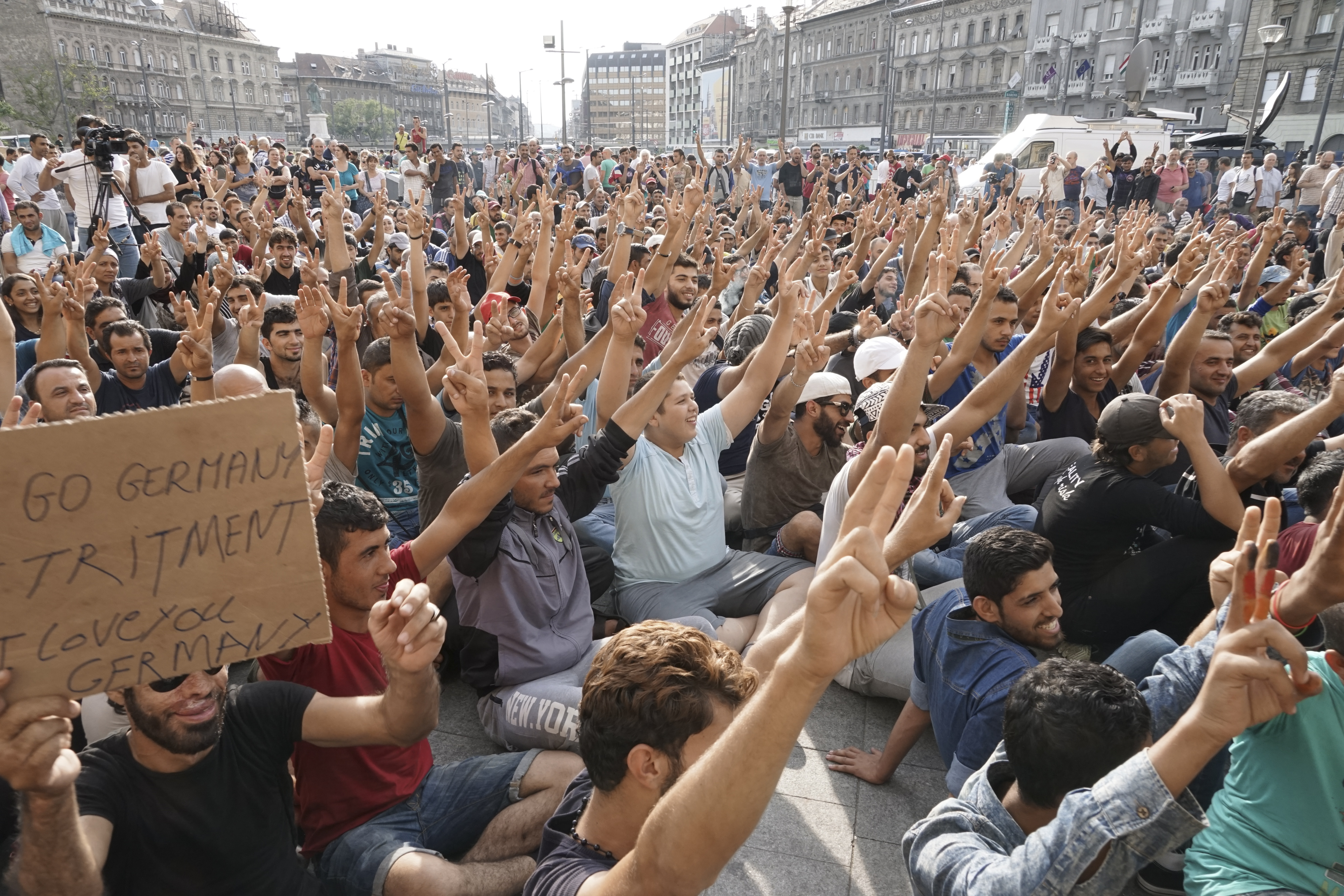
2015年9月3日、ブダペスト東駅前で抗議活動するシリア難民。

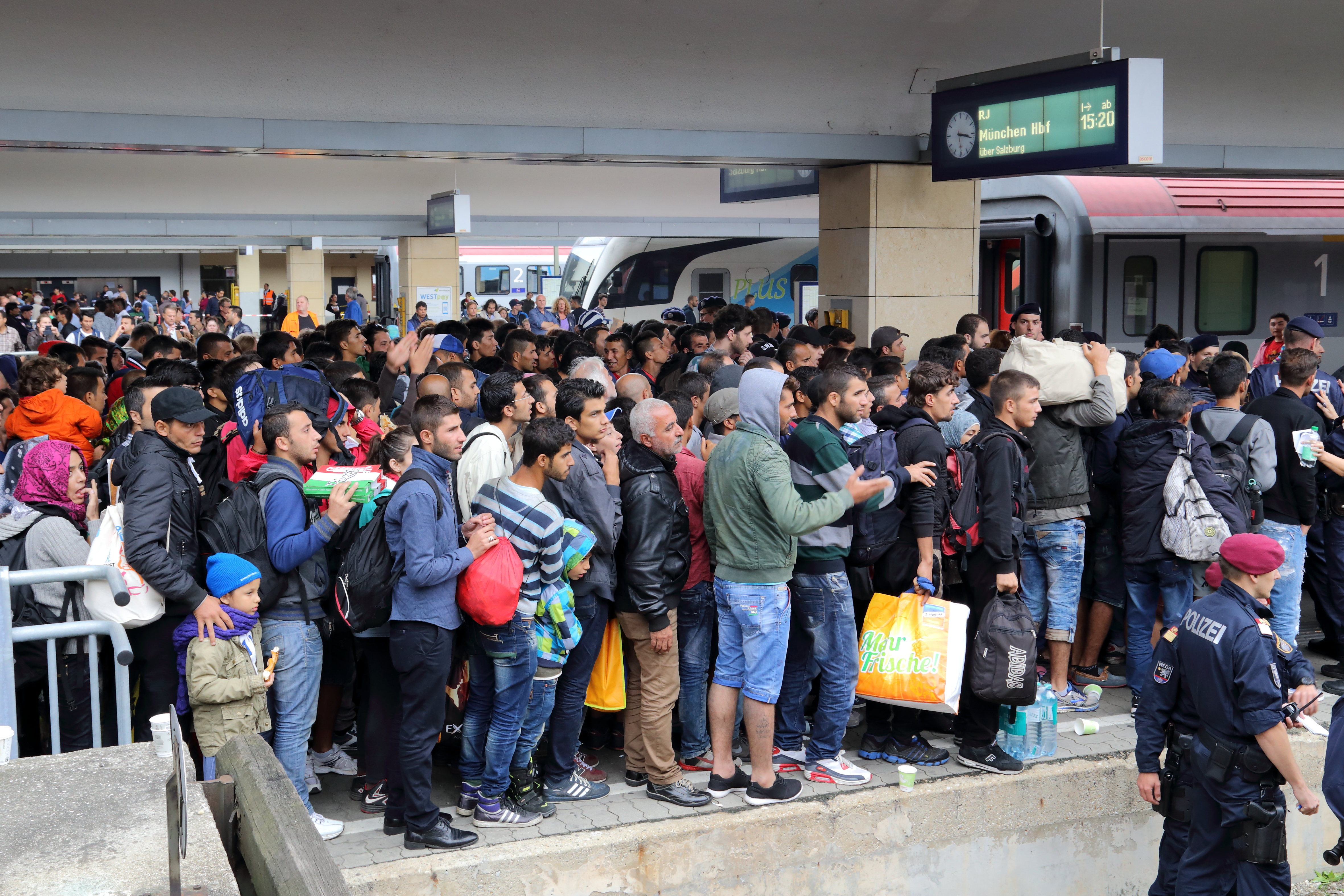
2015年9月5日のウィーン西駅の状況。多くの移民がドイツに向かう。

イギリスの欧州懐疑論者は、EUが主権国家に対して外国籍の人々(とりわけ異なる宗教の人々)を受け入れるよう強いるだろうと予言していた。
2015年以前なら、そのような欧州懐疑論者は虚言の流布をする者達だとしてEUのエリート達から非難されていただろう。
だがそれら欧州懐疑論者の予言は的中することになる。2015年欧州難民危機ではアンゲラ・メルケルが難民を歓迎する姿勢を示したことも要因となり、多くの難民・移民が欧州に流入しEU加盟国の経済的・政治的負担となっている。
メルケルが望んでいるのは難民をEU加盟国に分配することであり、ドイツとフランスが組んで12万人の難民の受け入れを受諾するようEU加盟国に強いている。多くの加盟国は難民受け入れを拒否しているが、難民を受け入れたくないEU加盟国は罰金と法的措置を恐れることになる。メルケルとドナルド・トゥスクは移民・難民を分配させるだけでなく、シェンゲン協定に則った国境開放政策の再導入をも加盟国に要請している。
この移民・難民危機によって証明されたことは、EUの支配階級はEU加盟国(とそれら国民)の意志を尊重しないことである。

### EU加盟国からの移民と負担
人口約6500万人の英国には2014年時点で、300万人のEU市民が住んでいる。そのうちの200万人が2004年以降やってきた。新規加盟国からの英国にやってくる移民は年を追うごとに増えた。学校現場、医療サービス、住宅供給、役所のサービスなどに負担がかかるようになってゆく。2008年の世界金融危機以降、政府が緊縮財政策を実行する中で公的サービスの予算が大幅削減され、雇用も打撃を受けた。低い賃金でも働く新移民たちが国内の賃金水準を下げているのではないか、と言う声も出てきた。。2015年、イングランドとウェールズで出産した女性の25%は英国外で産まれた人だった。

### 社会への負担
イギリスの有権者が懸念しているのは医療・福祉の負担、賃金や住宅などに関してである。態度を決めていない有権者の3分の1はEU残留支持をためらう理由として移民についての懸念をあげている。
英国国民統計局（ONS）によると、2014年の人口統計では、1年以上英国に滞在しているポーランド国籍保有者は85万3,000人と2位のインド（36万5,000人）を大きく引き離す。比較的貧しい東部ポーランドからの移住者が特に多い。在英ポーランド人が英国に居住しない子供のための社会保障を享受していることは、2国間の国際問題となり、2月の欧州理事会で合意したEU改革案で、EU域内からの移民への社会保障給付の制限を認めることにつながった。
けれども国民年金番号登録者の数をみれば、2010年代のEU以外からの移民の年金登録者は減りつづけているがEUからの移民の年金登録者は増加傾向である。2014年時点でも約60万人のEUからの移民が年金登録を完了させているのに対し、EU以外からの移民はその3分の1にも満たない。EUからの移民はEU以外からの移民に比べてイギリスの年金システムに組み込まれやすいことがわかる。またEU移民数とその年金登録者数の大きな乖離も問題である。2015年度は約26万のEU移民がイギリスに移り住んだがその国民年金番号の登録者は63万人であり、移民の数とその年金登録者数とで大きな不整合がみられる。ジョン・ウィッティングデールはこの不整合を指摘し、その件について議論する必要があると述べた。ウィッティングデールは、EUの拡大の結果としてEU移民が増加し住宅・医療・教育といったイギリスの公的サービスに圧力がかかっているとし、何十万という更なる移民がイギリスに移住することは大きな懸念事項だと述べた。
イギリスに移り住む移民の数(千人)
国民年金番号の登録者数(千人、毎年12月時点での統計)
カンタベリー大主教は、イギリス国民は移民の数増大によって仕事や住居、公的医療保険制度に影響が及ぶことを恐れる権利があると述べた。大主教は2015年欧州難民危機に関して、人道的観点から20000人以上の難民を引き受けるよう唱えていた。だが移民・難民危機を懸念するイングランド国教会の見解を反映させる形で大主教は声明を出した。大主教は、イギリス国民は正しい援助で移民・難民危機に見事に対処できることを顕示していると述べた上で、イギリスには受け入れ上限があるため増え続ける移民を恐れることは正当化されると示唆した。
司法大臣マイケル・ゴーブは、もしイギリスがEUに残留すれば約500万人もの移民が2030年までにイギリスに流入することになると警告した。ゴーブは、2020年までに年間40万人以上の移民がイギリスに流入し、公的サービスに負荷をかけることになるとし、現行の医療サービスを維持するには追加的に約15000人の医者と43000人の看護師が必要になり、国民保健サービスは2030年までに93億ポンドのコスト増となると述べた。「彼ら移民がイギリスに向かうのは、無料の公的医療サービスが充実しているだけでなく最低賃金も高いからです。もしEUに残留すれば国民保健サービスは(移民増加によって)さらなる圧力に晒されるでしょう。バーミンガム4つ分の人口となる新規移民の面倒をみるために国民保健サービスを使うという考えは明らかに持続不可能です。この大規模なスケールの人の自由移動は国民保健サービスに大きな圧力をかけることになります。」
キャメロン首相は2015年の総選挙のマニフェストで移民の数を10万人未満に抑えると述べた。だがキャメロン首相の側近であるSteve Hiltonによれば、2011年の段階で政府高官らはイギリスがEUに加盟している限りその移民数ターゲットを達成することはできないとキャメロン首相にはっきり言っていたのだという。
労働党党首ジェレミー・コービンは、イギリスがEUに加盟している限りイギリスに流入する移民の数に上限は無いとしながらも、怒るべき対象は政府による緊縮財政政策であって移民ではないと述べる。
イギリスのインフラストラクチャー(の使用)が上限まできていることは疑いがない。中学・高校の6分の1が定員超となっており、2020年までに30万の学校の追加的な建設が必要な事態となっている。
また、イギリス政府が移民の正確な数を公表していないのではないかとする意見もある。政府の資料では過去5年間でEUからイギリスに来た移民は100万人ということになっているが、国民年金には約225万人が加入していた。この不整合について政府が説明を拒んでいたが、国家統計局が移民統計の再調査をすると発表した。

### 英仏海峡トンネル
カレーの移民キャンプにいる移民は英仏海峡トンネルを通ってフランスからイギリスに流入しようと考えており、その移民キャンプはイギリスにとって大きな問題となっている。
国境審査を効果的に行うためにイギリスはフランスとの間でル・トゥケ（Le Touquet）協定を締結している。この協定によってイギリスがフランスで移民やトラックなどの国境審査が行うことが可能となる。この条約無しではカレーでトラックの調査を行うことが出来ずイギリスに到着してから調査をせざるをえなくなる。
移民流入を阻止したいイギリスは英仏海峡トンネルや港での国境審査などにかかる費用を増大させている。キャメロン首相はカレーでの国境警備強化のためのインフラ整備に追加の1700万ポンドを費やすと発表した。
この投資によってフランス警察が移民キャンプをすっきりさせ不法移民を退去させることが出来るようになる。
だがフランス経済大臣エマニュエル・マクロンは、イギリスがEUを離脱すればこのル・トゥケ協定を破棄すると主張している。フランソワ・オランドはイギリスの有権者に恐怖を与えるつもりは無いが、もし国民投票でEU離脱承認となればイギリスとフランスとの間の協定に変更が加わりフランスに留まっている移民が英仏海峡トンネルを通ってイギリスへ流入するだろうと繰り返し示唆している。
だがル・トゥケ協定はフランス・イギリスの二国間協定でありEUとは関係ないものであるため、イギリスがEUを離脱した後も失効しないとする意見もある。

### 移民との競争
2015年12月にイングランド銀行が移民と賃金の関連性についてのレポートを出した。そのレポートによれば、移民の比率が10パーセント増加すると非熟練労働者の平均賃金が2パーセント低下するという。イングランド銀行は大量の移民によって求職活動者の賃金が下がると警告しており、経済学者も移民の増加によって介護福祉士・清掃業者・ウェイターなどの業種が移民と競争に晒され給料が下がることに気付いた。
JMLのチェアマンであるJohn Millsによれば、EU域内は人の移動が自由であるために多国籍企業がルーマニアやブルガリアなどからの移民労働者をイギリスに呼び寄せて労働者の賃金を不当に下げることができるのだという。それら移民労働者は低賃金でも働くことを厭わない。小売会社マークス&スペンサーの元社長スチュワート・ローズは、イギリスがEUを離脱し移民の数が下がれば従業員の賃金があがることを認めている。ローズは人手不足になれば賃金が上がることを認めた上で、賃金上昇は必ずしも良いことではないと述べ、EU残留のためのキャンペーンを張っている。
ローズのコメントが示唆することは、イギリスのEU残留を望む企業はEU残留によって企業側が従業員の賃金を低く抑えたいのだという疑いがあるということである。
ボリス・ジョンソンやマイケル・ゴーブらは、EUを離脱すればイギリスの賃金は上昇するだろうと述べている。

## イギリスの治安・安全保障
秘密情報部の元長官であるリチャード・ディアラブは、イギリスの治安・安全保障の観点から言えばイギリスがEUを離脱するコストは小さいだろうと語る。ディアラブによればEU離脱はイギリスにとって安全保障上の2つの利点があるのだという。
一つは人権と基本的自由の保護のための条約に制限を設けられるようになることである。イギリス政府はこの国際条約と国内法との整合性を図るためにHuman Rights Actを制定しているが、その国内法ではテロとの戦いに不十分だとする意見がある。マイケル・ゴーブなどはその国内法を別の国内法に取り替えたいと考えている。
もう一つはEUからの移民をより正確に制御できるようになることである。ディアラブによれば、イギリスがEUを離脱することで国境審査体制を強化でき(移民に紛れて入国する)過激派をより容易に国外追放できるのだという。イギリスはシェンゲン圏の外にいるからEU残留でも結果は同じだというわけではない。欧州に流入した何十万という移民が居住を続けやがてはEUの権利を獲得するだろう。そうなれば移民はEU域内を自由に移動できるようになる。
2015年11月に発生したパリ同時多発テロ事件でも、シリア難民に紛れてEUに流入した自爆テロ実行犯はシリアの偽造パスポートを使ってEU域内に入った。

### インテリジェンス
ロンドン警視庁テロ対策指令部のトップであるリチャード・ワルトンによれば、イギリスの治安は多くの異なるファクターに左右されるがEU加盟はそのファクターには必ずしも含まれないのだという。
欧州刑事警察機構(ユーロポール)は日々の見回りとは関係が無い。シェンゲン情報システムはEU非加盟であっても使えるわけだが必ずしもテロの動きを制御しない。ユーロポールにはテロを防ぐだけの十分な能力がないことはパリ同時多発テロ事件でも明らかだが、デンマークの例もそれを示すことになった。2015年12月上旬に、EU司法機構への関与を深めることの是非を問う国民投票がデンマークで行われた。デンマークがユーロポールに留まるためには国民投票でYesが必要だった。結果はNoの勝利。結果だけをみれば47%がYes、53%がNoと僅差だったが、デンマーク首相と野党の一部が恐怖をあおり、もしNoに投票すればユーロポールとの関係が緩くなり市民をテロやサイバー犯罪から守るのが難しくなると述べていた。彼らがYesに投票するよう脅していたことを加味すればNo側の勝利だろう。欧州懐疑主義政党DPPの党首は「デンマークは更なるEUにNoをつきつけた」と述べた。
実際にはEU加盟でメリットがあるとすれば(European Arrest Warrant, EAW)くらいだがこれはテロリズムよりも組織犯罪に対処するためのものである。
イギリスは国際的インテリジェンスを共有しており、EU離脱がそれに関係することはない。ワルトンはイギリスはEU離脱の恐怖にあおられるべきではないと述べた。
CIAの元長官マイケル・ヘイデンは、国家安全保障は国家の責任であり、EUはEU加盟国の国家安全保障へ自然に貢献するものではなく、
イギリスがEUを離脱してもアメリカのイギリスや欧州のインテリジェンスとの協調にほとんど影響がないだろうと述べている。
EU加盟国のインテリジェンスの能力・体制はひどく偏在しており、イギリスやフランスではかなり良いがスカンジナビア諸国では良いけれども小さい、それ以外の大陸欧州のほとんどの国では小さい。
例えばベルギーでは治安確保体制は小さく、資金不足であり法的にも制限がかかっている。
CIAは良い投資であり大きな安全保障役であり、各国はCIAと生産的関係を築くことでそれらの国の国益になっていると考えている。
大陸欧州の安全保障役とは比べ物にならないとヘイデンは述べる。

### 北大西洋条約機構
イギリスの安全保障の核となるのは北大西洋条約機構(NATO)だろう。アメリカの元国連大使であるジョン・ボルトンによればNATOは十分に機能していたという。そのNATOの軍事傘下で長らく(イギリス含めた)欧州は防衛予算を削り社会福祉への支出を増やしてきた。その結果はどうだろうか。EUは世界の舞台から退却しただけでなくEU域内での安全保障すらできないほど無能になっている。欧州は防衛について取り組む能力も意志も無いのであり、そのような能力と意志の欠落は今日の増大するグローバルな脅威から西洋を防衛するにあたって有害になっている。そのような無能なEUから離脱することでイギリスは効果的で一貫した治安強化体制を構築できる可能性があるとボルトンは論じる。アメリカは欧州の強い同盟国を必要としており、イギリスが最も重要だろう。ボルトンはイギリスがEUを離脱し、アメリカと強調することで西洋を再度活性化させることができるとも考えている。
イギリス陸軍の元トップであるCharles Guthrieによれば、EUはEU軍を作ろうとしておりそのEU軍がNATOを害するだろうと考えている。これまで平和を維持してきたのはNATOであり、事態が深刻になった場合にはイギリスはアメリカとNATOを必要とするのだとGuthrieは指摘する。EU軍は言語と方向性の異なる多数の国からなるわけであり、軍としての意思決定にも時間がかかるなど非効率で大きな問題があり、イギリスが拠出する資金の大きな無駄になるだろう。Guthrieは、イギリスはEUを離脱した方が良いと結論づける。

## 経済
EU離脱がイギリス経済にどのような影響を与えるかについてはいくつかの議論がある。
Centre for Economics and Business Researchの試算では、EU離脱の場合は最初の2年間は経済に負の影響がでるが、ポンドが10から15パーセント下落し海外からの投資を呼び込み、2030年までにはEUに残留した場合よりもGDPの値は大きくなっているのだという。Open Europeの試算によれば、イギリスがEUを離脱した場合にはその影響はイギリスのGDPにマイナス2.2からプラス1.6パーセント分ほどの影響を与えるのだという。
漁業
英国がEUを離脱することで、それまで英国の水域で漁をしていた仏国の漁師がその水域から排除される可能性はある。
仏国の漁師は英国の海岸から6海里以上の水域にて漁を行えるが、英国の漁船は仏国の海岸から12海里以内の水域に進入して漁を行うことはEU法で禁じられている。英国の多くの漁師達が、EUの共通漁業政策によって英国漁業が損をしていると述べている。
貿易
イギリスはそれ自体が非常に大きな経済圏であり、イギリスにとって適切な貿易協定を結ぶことが出来る。2015年度にイギリスはEUに対して大きな貿易赤字を出しているために、イギリスとの貿易協定締結はEUとりわけドイツの利益になる(故に、イギリスがEUを離脱した後にEU側がイギリスと貿易交渉を行わないとする意見は疑わしい)。EUは雇用の破壊者であり、南欧諸国の経済をも破壊している。そのEU経済はイギリス経済にダメージを与えており、イギリスが世界的に貿易をする妨げにもなっている。端的に言えばイギリスは、雇用・賃金・経済成長の観点からもEU離脱が望ましい。離脱のコストは離脱の利益より小さい。
EFTA/EEA
EU離脱後のプランに関しても、Allister Heathは暫定的EEA加入を挙げている。短期的にはEUの単一市場にアクセスする一方で農業・漁業・司法・内政などについてはEUとの関係を断ち切ることができる。EU加盟国以外の国家(例えば中華人民共和国など)と自由にFTAを締結できる。EUへの輸出には依然としてEUの規制に従う必要があるが、EUに向けて輸出しないイギリスの企業の94%にとっては関係の無い話である。
しかし、EFTA/EEAは人の移動の自由を制限できないので離脱派からは好まれていない。
WTO
キングストン大学の教授であるスティーブ・キーンは、EU離脱後の英国がEUから懲罰的関税をかけられることはまずないと説く。世界貿易機関(WTO)のルールでは懲罰的関税は基本的に認められないからである。また(ドイツをはじめ)EUは英国に対して多額の貿易黒字を出しているために、英国との貿易で関税をかけるのは逆効果だとも述べる。
また米国との貿易に関しても、EUと米国の貿易での関税はラップトップなどが2%、自動車10%、衣類30%といったところである。ゆえに英国がEUを離脱しても、米国との貿易に限れば関税にはあまり変化はないだろう。
独自のFTA
保守党の元チェアマンであるデービッド・デービスは、イギリスはEUとの新たな関係を構築すべきと考えている。単なるEUとノルウェーやスイスのような関係を真似するのではなく、イギリス独特の環境に適した協定を締結すべきだという。
保守党の元副党首であるピーター・リリーは貿易交渉では経験値のある政治家である。リリーによれば貿易協定の重要性は誇張されているのだという。貿易協定の有る無いにかかわらず、他国が欲する財とサービスを生産できる国家は輸出を盛んに行う。さらに言えば、先進工業国間の関税は既に十分低い。イギリスは正味100億ポンドEUの財政に貢献しているが、これは平均7パーセントの関税に相当する。そして、イギリスが貿易協定なしにEUから離脱したとしても、イギリスに課される関税はせいぜい2.4パーセントである。EUから離脱すれば、ブラジル、インド、オーストラリアなどの国と個別に貿易協定を締結できる。
二国間協定は単純で速く包括的だ。また国際法に従えば、イギリスは現存するEUの条約を調整もできるのであり、貿易再交渉をゼロからスタートさせる必要もない。
元財務大臣のノーマン・ラモントは、イギリスはそれ自体が大きいマーケットでありドイツがイギリスに向けて車などを輸出したがっているためにイギリスと貿易交渉を拒否するのはEU側にとって自滅的であるとし、イギリスはEU離脱後もイギリスに適した貿易協定を締結できると論じている。ラモントはEFTAの選択肢はそこまで必要ではないと考えている。
報復的関税
ダイソン社の創業者である ジェームズ・ダイソンは、イギリスがEUに対して1000億ポンドの貿易赤字を出している事実に言及し、もし離脱後にEUが10パーセントの関税をかけるのならイギリスもEUに対して10パーセントの報復的関税をかければよいと述べる。
この関税によって185億ポンド(の経済効果)がイギリス経済にもたらされるのだという。
EUは言語もプラグの種類も法律も加盟国ごとに異なるのであり、厳密な意味での単一市場ではない。聡明なダイソンは国際貿易も完全に理解しており、EU加盟国の共通性と言えば関税が無いことくらいであるが、輸出に関しては関税よりも為替レートのほうがはるかに重要だと論じている。
ダイソンはキャメロン首相やオズボーン財務大臣の主張は大間違いだとし、イギリスはEUを離脱すべきと論じる。
「私達はEU離脱によってより多くの富と雇用をつくりだすことが出来、未来もコントロールできるでしょう。私は、コントロールこそが生活やビジネスにとって最も大切なものだと思うのです。」
EUへの拠出金
Conservative for Britainは、イギリスがEUに毎年約100億ポンド支払っていることを指摘し、EUを離脱後にそのお金をイギリスのために使うことが出来ると述べている。これにより大学、地方のインフラストラクチャー、農家などを支援することができ、また12から25万ポンドの住宅購入への印紙税などを廃止できるという。
実質GDP
リーマン・ショック以降EUの経済成長は停滞している。EU非加盟国ノルウェーの2014年度の実質GDPは2007年度の1.06倍となっている。アメリカの経済成長はノルウェーを若干上回る。EU非加盟国アイスランドは2008年に債務不履行となったが自国通貨アイスランド・クローナが暴落したおかげで輸出競争力が回復し、その後EUを凌ぐ経済成長をみせている。
イギリスの成長率はEUよりも高い。
実質GDP推移(2007年度を100とした場合)

## EUとの交渉
イギリス保守党政権はEUに対して移民問題など幾つかの要求を行っている。それらの事項についてEUに譲歩させるための交渉がイギリス政府とEUとの間で行われた。交渉では幾つかの項目についてイギリス政府とEUとの間での取り決めが検討され、キャメロン首相は何か月も費やしてEU首脳にその協定に署名するよう説得し、EU首脳らはそれに同意した。キャメロン首相はEUに(イギリスが要求する)改革がなされたと主張し、EU残留のためのキャンペーンを展開している。
だがマイケル・ゴーブはその協定は単なる合意であり法的拘束力を持たないものだとした。ゴーヴは、その協定が依然としてEU基本条約に明記されたものでない事実を指摘し、欧州司法裁判所は究極的にはEUの基本条約に基づいて判断をすることを人々が認識することは重要だと述べた。
ヴォウト・リーヴのリチャード・ノースが示すように、その協定はEU基本条約のフレームワークの外で合意されたものである。ゆえにその協定はEU法に基礎を持たず、未来の条約改正に伴う細かいルール変更が必要となる。だがフランソワ・オランドは条約改正の計画は無いと述べ、アンゲラ・メルケルは改正は決して起こらないと述べている。
一方キャメロンの報道官はEUとの協定は法的拘束力をもつと主張した。また、ジェレミー・ライトはその協定がEU基本条約に組み込まれるまで法的拘束力が無いとする説は正しくないと述べた。双方の意見に食い違いが見られる。EU首脳らはその協定の主な部分は法的拘束力を持つとはっきり述べたが、話はそこで終わりではない。多くの国際条約は実効性に問題があり、今回の協定にもその実効性に議論の余地があるからである。例えば現存するEU法と今回の協定が対立する場合は、欧州司法裁判所はEU法を解釈するときにその協定を考慮に入れるだろう。だがEU法は改正されない。EU法が前例をとることでその協定とは対立が残る。欧州司法裁判所はこの解釈を認めるかもしれないがその部分の実効性を保証するものではない。

### 移民とその家族への公的援助
要求
給付付き税額控除と児童手当を希望するEU移民は最低でも4年はイギリスに貢献しなくてはならない。このメカニズムは13年間有効とする。どれだけ長くイギリスで働きどれだけ多くの税金を収めていても、移民の子どもがイギリス以外に住む場合は児童手当は支給されない。
合意内容
移民は4年間貢献しなくてはならない。このメカニズムは7年間有効。しかしテーパーリング・メカニズムは除去されない。よって現実には、おそらく移民はイギリスでの仕事1年目から給付付き税額控除などを受け取れる。児童手当については減額で支払われる。あらたな申請については子どもが住んでいる加盟国の生活水準にそった額になる。だが4年間の移行期があり2020年になってはじめて減額となる。

### ユーロ圏への金銭支援
要求
イギリスはユーロ圏への金銭支援に関わらない。
合意内容
ユーロ圏倒壊を防ぐ政策ではユーロ非加盟国のEU加盟国に財政的責任はない。もしユーロ圏の政策がEUのファンドを使う際には払いもどしの約束もある。

### 緊密化していく欧州連合と通貨
要求
イギリスは緊密化していく連合へのコミットメントを終える。EUは他通貨連合であることを公式に認めるべきであり、各加盟国にとってユーロに加盟することは不可避ではない。
合意内容
緊密化していく連合はイギリスには適用されない。
EUの目的はユーロを通貨とした経済・金融連合を設立することだが、必ずしも全てのEU加盟国がユーロを自国通貨とはしない。

### EUによる規制
要求
EUの単一市場の下でEUが各国の労働時間を決めるべきだとする主張は必要でもなければ正しくもない。イギリスはEUの規制の見直しを検討する。EUが立法化している領域、環境・社会問題・犯罪など。また、邪魔なEU法をブロックするため加盟国議会が共同で動けるようにする。
合意内容
規制の見直しについての検討は無し。EU法については、もし55%の国家EU議会が12週以内にEU法に反対すれば、反対についての包括的議論が行われ草案検討は中止される。ただしその草案が修正されない場合に限る。

### 不法就労や外国人犯罪等
要求
移民の不法就労と偽装結婚を引き続き取り締まる。テロリストや社会への脅威となる深刻な外国人犯罪者が国外追放を避けるために使う人権論を封じるためにイギリスの防衛を強化する権限をえること。
合意内容
EU市民と結婚するまで非EU国民だった者と、EU市民がその加盟国に居を構えた後でそのEU市民と結婚した非EU国民、これらのグループをEU域内の自由移動の対象者から外す。また、イギリスは安全への深刻な脅威となると考えられる個人個人に対して必要な制限措置を施せる。たとえそれら個人個人が即座の脅威でなくとも。犯罪歴は制限処置実施の十分な根拠になる。

## 国民投票以前の各国・各団体での意見

### 英国
作家フレデリック・フォーサイスや、政治家でノーベル平和賞受賞者のデヴィッド・トリンブルはEU離脱を支持している。
イングランド銀行総裁マーク・カーニーは「我々(イングランド銀行)の仕事はインフレターゲットを達成し続けることであり、金融システムが安定するよう努めることだ。我々の仕事はイギリス人によるいかなる決定をも軌道に乗せることであり、イギリスと欧州との関係がどうであろうとも我々は我々の仕事を続ける。」と述べた。
イングランド銀行の元総裁ロスベリーのキング男爵は、国民投票についての双方の議論をパブリック・リレーションズ(PR)キャンペーンのように扱っている者達を批判し、EU離脱のコストは誇張されていると述べた。
中小企業
2016年3月上旬、200社以上の中小企業の社長らがEU離脱を支持した。小規模事業者らは公開書簡を出し、イギリスの(EU残留のためのキャンペーンを張っている)一握りの大企業の声を聞かないように求めた。小規模事業者らはEU加盟のデメリットとして、EUによる不必要な規制に対処する分コストになり収益を下げ、顧客に提示する価格を上げることになる事実をあげている。彼らは、EUを離脱したほうがイギリス経済は良くなり雇用も創出されるだろうと述べる。
エリザベス女王
イギリスのタブロイド紙ザ・サンが報じたところによれば、エリザベス2世がEU離脱に賛成の意向であるという。
同紙によれば、女王陛下はEUの方向性に懸念を示しており欧州統合には批判的だったのだという。司法大臣マイケル・ゴーブはザ・サンがどのようにしてこの情報を得たのかわからないと述べている。バッキンガム宮殿の公式見解では、女王は(過去63年間中立の立場だったように)この国民投票についても中立の立場であるとし、ザ・サンの報道についてのコメントはしないという。バッキンガム宮殿は、国民投票はイギリス国民が決めることだとする見解を示している。

### 北中米・カリブ海
2016年4月にアメリカ大統領バラク・オバマがテレグラフ紙に寄稿した。オバマは、EU離脱の是非を問う国民投票に関わる活発なキャンペーンが進行中である(ゆえにEUに関する件はセンシティブだという)ことを理解しているとしたうえで、EUがイギリスの民主主義・法の支配・開放市場などを大陸欧州に幅広く伝えたことをイギリスが誇りに思うべきだなどと述べた。オバマによれば、雇用創出・貿易・経済成長などに関して、EUという単一市場はイギリス国民にとって大きな機会となっており、イギリスはEU加盟で大きな利益を得ているのだという。オバマの意見は、EUはイギリスの影響力を増強しイギリスの世界的リーダーシップを高めるというものである。オバマは大西洋横断貿易投資パートナーシップ協定(TTIP)についても言及し、TTIPは欧米の価値や利益を高め、21世紀の貿易・商業のための高基準・労働者保護ルールをつくるものだと主張した。
オバマはエリザベス2世の誕生日を祝うために訪英し、イギリス首相デービッド・キャメロンと共に外務・英連邦省内で記者会見を行った。会見でオバマは、イギリスがEUを離脱することはイギリスの国益にならないと警告した。欧州の分裂はNATOも弱めるとも述べている。
オバマは、アメリカの焦点はEUとの貿易であり、もしEU離脱ならイギリス・アメリカ間の自由貿易協定が短期間では締結されずイギリスは(貿易交渉の順番待ちの)列の後方につくことになると主張した。

### 英国以外の欧州
ドイツ連邦銀行の元総裁Axel Weberは中央銀行こそが金融市場における主要なプレーヤーだということを指摘し、イギリスがEUを離脱したとしてもロンドンの世界的金融センターとしての地位に大きな悪影響はないだろうと述べた。
スペインの首相マリアーノ・ラホイ・ブレイは、EUは人・財・サービス・資本の自由移動の原理に基づいており、もしイギリスがEUを離脱すればイギリス国民に非常に大きな負の影響が出ると述べた。
スウェーデンは多くの難民申請者を受け入れてはいるが、2016年4月時点では44パーセントがEU残留支持、約3割がEU離脱支持となっている。しかしイギリスがEU離脱となった場合にはEU離脱支持が36パーセントでEU残留支持の32パーセントを上回ったことがTNS Sifoの世論調査でわかっている。
スウェーデン欧州政策研究所の政治学者であるヨーラン・フォン・シドーはSVT Nyheterに対し「イギリス・スウェーデン共にユーロ非加盟であるが、もしイギリスがEUを離脱すればEU内での近い同盟国を失ってしまう。EUに留まる価値があるのか、それとも別の選択肢を探すべきなのか、私たちは検討しなければならない」と述べている。
スウェーデンの外務大臣Margot Wallstromは、イギリスがEU離脱すればその他の国も追随してEU離脱の是非を問う国民投票を行うだろうと述べた。

### オセアニア
オーストラリアの元首相であるジョン・ハワードは、EU構想には本質的な不備があり、移民問題に関して今後緊張が高まっていくだろうと考えている。イギリスは主権を失っており、その国境をコントロール出来ていない。もしハワードがイギリス人ならEU離脱に投票するだろうと述べている。ハワードはオーストラリア人の永住権についても言及している。約10万のオーストラリア人がイギリスに住んでおり、彼らは英語を母語とし文化的にも歴史的にもイギリスと結びつきがあるにも関わらず、EU法があるためにEU市民よりも永住権をとるのが難しい。「イギリスがEU加盟国であることの帰結の一つは、イギリス政府が移民の数を抑えようとすると非EU移民がはじき出されることだ。そして(EUに留まっている限り)イギリス政府はEU移民を抑えられず、それがオーストラリア人の永住権に悪影響をもたらしている。」

## その他
デービッド・キャメロン首相は、国民投票の結果が離脱承認の場合には欧州連合基本条約の欧州連合条約(TEU)第50条が適用され最大2年かけて離脱のための交渉が始まると述べている。一方、欧州懐疑派によれば第50条は必要なくイギリス議会は直ちに離脱ための法整備に着手できるのだという(この場合にはEuropean Communities Act 1972を破棄する必要があるだろう)。離脱承認の場合はEU離脱の手続きが速やかに始まるという点では両者は一致している。

### 北大西洋版TPP（TTIP）

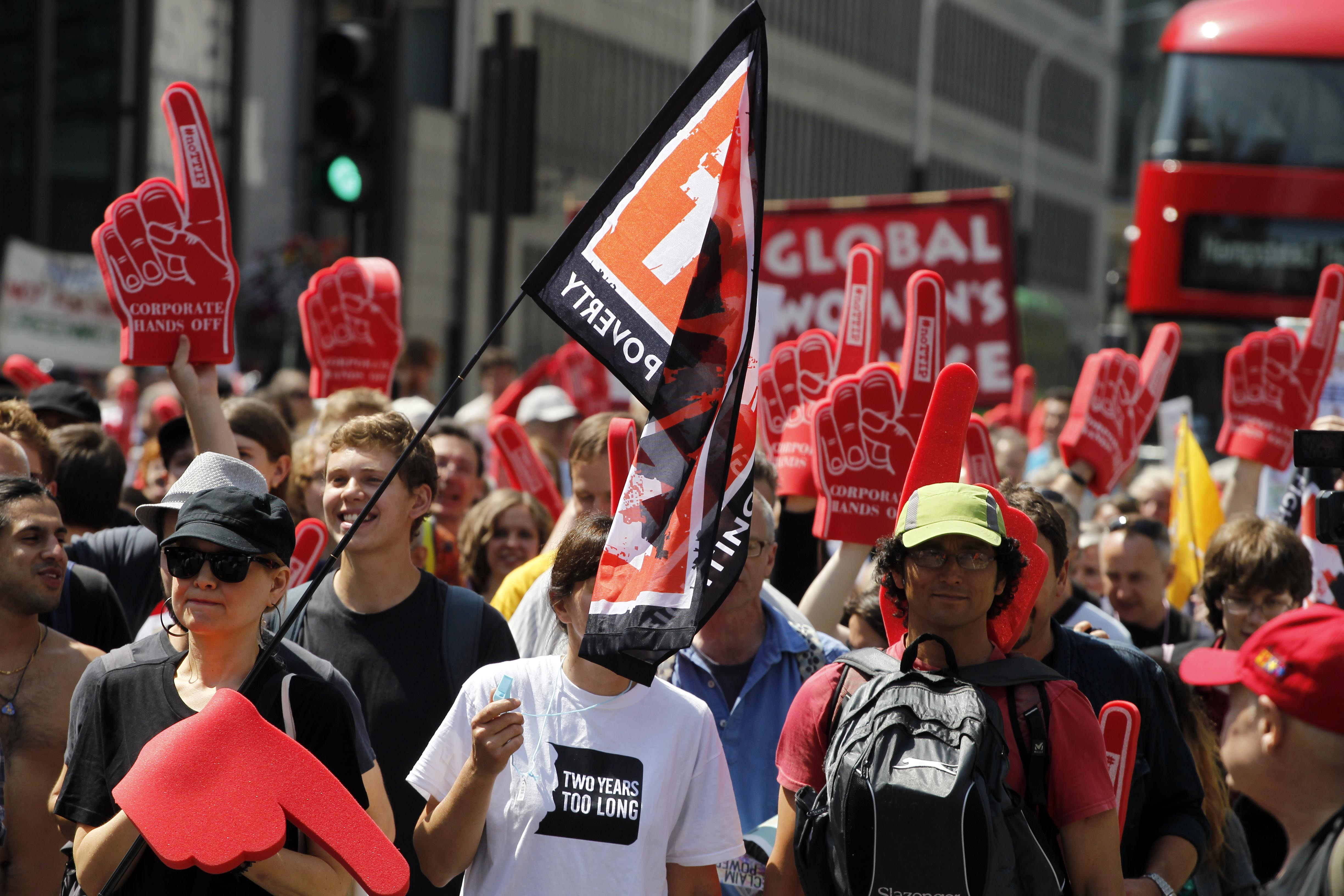
2014年にロンドンで行われた反TTIPデモ

ノーベル賞経済学者ジョセフ・スティグリッツはEUが大西洋横断貿易投資パートナーシップ協定(TTIP)を締結するくらいならイギリスはEUを離脱すべきであると考えている。
TTIPによって企業には主権国家を訴える権限が与えられ、その弊害は大きい。国際連合の調べでは2000年から2015年の間にアメリカ企業が主権国家を訴えることで何十億ドルという金額を勝ち取っている。2000年度だけでもアメリカ企業は130件の法的措置を講じている。フィリップモリスはタバコの警告パッケージ規制が企業の利益を損なうとしてオーストラリアとウルグアイを訴えている。
2016年5月19日、保守党の元副党首であるピーター・リリーとその他の欧州懐疑派の保守党議員らが、TTIPから明確に国民保健サービスを除外するために国王演説に修正を加えるよう働きかけた。それら保守党の議員が恐れたのはTTIPによって国民保健サービスが民営化されること(そして貧しい人が医療サービスを受けられなくなること)である。
ジェレミー・コービンも国王演説の修正を支持した。

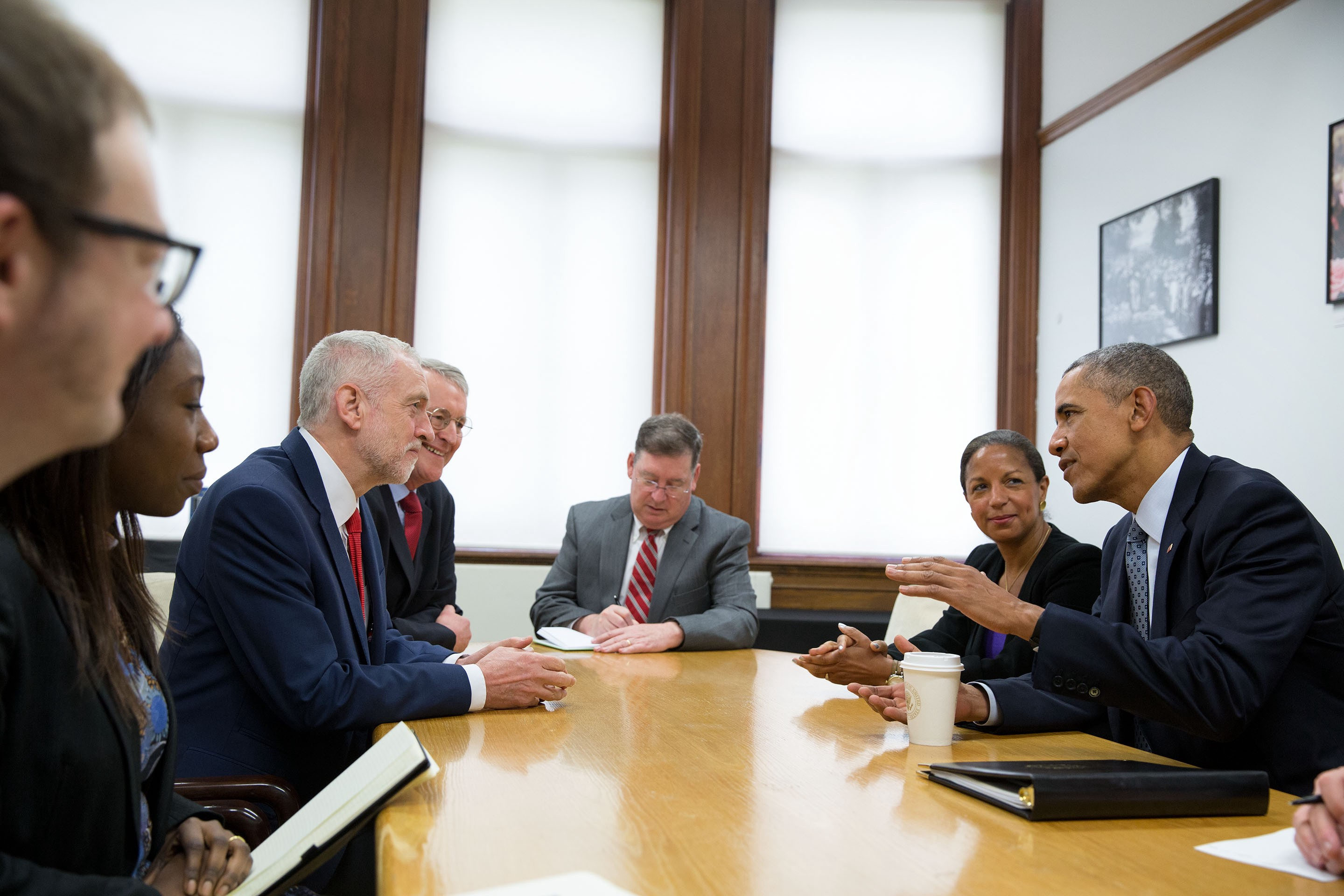
アメリカ大統領バラク・オバマと会談するイギリス影の首相ジェレミー・コービン(2016年4月)

コービンは、TTIPによって国民保健サービスの不可逆的な民営化が引き起こされるだろうと考えている。
「TTIPは公的サービスをさらに民営化し、その民営化を不可逆的にするでしょう。」
「多くの人々からTTIPについての手紙をもらっています。TTIPが環境・食の安全・労働者保護・消費者の権利などを脅かすことを多くの人々が懸念しているのです。これらの懸念はまっとうなものです。」
コービンは拒否権を行使してTTIP批准を阻止すると宣言した。だが労働党の議員であるKate Hoeyの意見では、TTIPはEUの特定多数決方式で決められたものであるから(EU加盟国である限り)拒否権を発動できないのだという。JMLのチェアマンであるJohn Millsはこの意見に同意し、コービンは履行できない約束をしていると論じた。
コービンは、もし国民投票の前にTTIPが合意に至ったとしてもEU残留を支持するかという質問には答えなかった。これはコービンが残留派のキャンペーンを支持していないことを示唆するものである。
2016年6月3日、北アイルランドの労働組合の一つであるNorthern Ireland Public Service Alliance(NIPSA)がEU離脱支持を表明した。
NIPSAによればEUは富裕層のための組織であり、労働者の意義深い助けになるようなことを何一つ行っていないのだという。NIPSAは、EUの政策は基本的に緊縮財政・民営化・労働者冷遇だと論じた。そしてTTIPは公的サービスの民営化を引き起こすと懸念し、これがEU離脱支持の決定的な理由となった。
2016年6月10日、労働党の議員であるDennis SkinnerがEU離脱支持を表明した。TTIPによって国民保健サービスが民営化されるという懸念が、SkinnerがEU離脱支持を固める決定的要因となった。

### トルコのEU加盟
トルコとEUの関係が緊密になるほどイギリスとEUの政治的距離は大きくなるかもしれない。イギリスの欧州懐疑論者達はトルコのEU加盟はイギリスへの脅威だと考えている。イギリス独立党のように、人口が急増するトルコのEU加盟で(トルコが多くの投票権を持つことになり)欧州議会におけるイギリスの発言権が拡散して弱まるのだと論じる者達もいれば、デービッド・デービスのようにトルコのEU加盟によってトルコがジハーディストを容易に欧州に送り込むことが出来るようになると警告する者もいる。
2013年度の世論調査ではイギリスの有権者の約5割がトルコのEU加盟に反対している。トルコ市民に欧州でのビザ無し移動をする権利が与えられるべきかという質問に対しては6割近くが反対している。欧州委員会は2020年までEUに新規加盟する国はないと主張する。その主張がどれだけ現実的かはわからない。2016年3月、EUは2015年欧州難民危機に対処するためギリシャ・マケドニア間の国境を封鎖しつつ、トルコと協定を結び、欧州へ流入する不法移民をトルコへ強制送還する決定を下した。トルコは移民を引き受ける見返りとしてEUから資金を得る。トルコは既に30億ユーロの資金をEUから受け取っているが2018年までに追加の30億ユーロを得ることになっている。トルコへの送金60億ユーロのうちイギリスは5億ポンド負担することになった。トルコは72の規準のうち35を満たしていないが、これを満たせば2016年6月からシェンゲン圏にビザ無しで行き来できる。トルコのEU加盟も加速するかもしれないが、キャメロン首相は全てのEU加盟国が拒否権を持っているためにトルコのEU加盟はありえないとしている。最近の世論調査ではフランス人の4分の3がトルコのEU加盟に反対している。たしかに新規加盟については加盟国の全会一致の賛成が必要であるためイギリスには拒否権があるのだが、イギリスの拒否権は発動されそうにない。キャメロン首相がトルコのEU加盟を支持しているからである。
2016年4月下旬、内務大臣テリーザ・メイはトルコやバルカン諸国を組織犯罪・汚職・テロリズムと関係ある国とし、イギリス国民はEUが肥大化し続けるべきなのかどうか考えるべきだと述べた。
2016年5月上旬の段階ではトルコはEU側が提示した72の条件のうちの5つを満たしていなかった。だが欧州委員会は、トルコ国民にビザ無しでシェンゲン圏内を90日間移動できる許可を与えるための勧告を出した。この勧告は公式なものであり、EU側はそれら条件がすぐに満たされると考えているのだという。キャメロン首相はトルコのEU加盟には相当の時間がかかるとし、トルコのEU加盟は今回の国民投票に関連する案件ではないと述べた。その翌日、労働党党首ジェレミー・コービンは予定していたトルコのEU加盟推進のためのスピーチをキャンセルすることを余儀なくされた。トルコのEU加盟問題がEU残留派を利さないからである。
リチャード・ディアラブは、トルコにシェンゲン圏内ビザ無し渡航権をあたえることは火事の隣でガソリンを貯めるようなものだとして警告した。
デイヴィッド・オーウェン元外務大臣は、仮にNATO加盟国(でもありEUにも加盟している国)がトルコのEU加盟を拒否すればトルコがNATOを離脱しうると論じている。オーウェンは、イギリス人が避けるべき事態としてトルコのNATO加盟を危険にさらすことを挙げている。ISILの脅威に立ち向かわねばならない時に、(NATOにおいて)イギリスとトルコは互いを必要としているからである。
オーウェンは、イギリスの最優先課題はNATOでの強い影響力を再確立することとトルコのNATO加盟を再確約させることだとし、もしNATOの同盟国がトルコに不誠実な態度をとればトルコのNATO加盟が盤石でなくなると考えている。
EUが課す条件を満たさなければトルコはEUに加盟できないという主張があるが、クロアチアはいくつかの条件を満たさないままEUに加盟したのであり、似たようなことがトルコの場合でも起こるだろうというような意見もある。
キャメロン首相は2010年の時点ではトルコのEU加盟には熱心だったが、2016年5月時点では大きくスタンスを変えてトルコのEU加盟は西暦3000年までは無いだろうと述べている。
2016年6月に、アンカラ駐在のイギリス外交官が書いたとされる秘密文書がサンデータイムズ紙にリークされた。リーク情報によれば、EU側がトルコ国民のシェンゲン域内のビザなし渡航を許可しない場合は、レジェップ・タイイップ・エルドアン大統領がトルコにいるシリア難民などをEUに流入させるのだという。その外交官は、エルドアンを怒らせてEU・トルコ間の協定を空中分解させないためにも、イギリスはトルコの公務員とその家族ら150万人に対してイギリスへのビザなし渡航を許可する必要があると述べていた。内務大臣テリーザ・メイらはこのリーク情報は正しい情報ではないとした。メイらは共同声明を出し、シェンゲン協定参加国とトルコが締結する協定内容にかかわらず、イギリス政府の政策はこれまでと同様すべてのトルコ国民にビザを求めると述べた。
移民についてのEuropean CommissionerであるDimitris Avramopoulosが、2015年欧州難民危機だけでなく難民に関するEU・トルコ間の協定によっても両者の距離がより近くなると発言した。Avramopoulosによれば、トルコはEU加入のための条件を満たすためにEUと協調する強い意志があるのだという。
これに対し、ボリス・ジョンソンとマイケル・ゴーブはキャメロン首相に手紙を出し、トルコのEU加盟に拒否権を行使することやシェンゲン圏へのビザ無し渡航を停止させるよう求めた。
2016年の6月30日からトルコのEU加盟についての協議が再開されることが明らかになっている。2016年6月30日、EUはトルコのEU加盟についての新たなチャプター(財政・金融部門)を開いた。

## 国民投票後の展開

### 英国
保守党
6月24日、EUからの離脱が勝利したことで、キャメロン首相はすぐさま辞任の意向を発表した。
キャメロンの辞職表明を受けて保守党の党首選挙が行われ、その結果テリーザ・メイが新党首および次期首相に決定した。

#### 労働党
開票後コービンに対し、EU残留に対して指導力を発揮してこなかったとして批判が殺到し、影の内閣の閣僚10人以上が一斉に辞任する事態となった。
党の下院議員によるコービンに対しての不信任投票が行われその結果、賛成172対反対40の圧倒的大差で党員投票による党首選が決定したが、コービンが圧勝し再選を果たした。

#### イギリス独立党
ファラージ党首はジョンソンと並ぶ離脱派の旗振り役であったが、「自分の生活を取り戻したい」として、党首辞任を表明した。そのため、残留派からは逃げ出したと強く批判された。
海外在住のイギリス人の権利
イギリスのEU離脱によって、EU加盟国在住のイギリス人がその加盟国の公的保健サービスや年金にアクセスできない場合はあるかもしれないが、その可能性は低いと考えられる。海外在住のイギリス人のために、イギリスは毎年多くの金額をその他の欧州国家に支払っているためである。また、国外追放などありえない。それは明らかな国際法違反である。条約法に関するウィーン条約の第70条によって、EU加盟国に居住していたイギリス人が得ていた権利を失うことは無いだろう。特別なことが無い限りは、条約の破棄がなされても、条約破棄以前に獲得した権利・義務・法的状況は影響されないのである。
経済
イギリスがEU離脱に投票したことでスターリング・ポンドがUSドルに対しては8%下落した。
スターリング・ポンドの暴落によって、BAEシステムズとロールス・ロイス・ホールディングスのような航空・宇宙産業の会社、グラクソ・スミスクラインやアストラゼネカといった製薬会社、レレックス・グループやエクスペリアンのようなサービス会社の株価が上昇した。
離脱派の勝利以降、FTSE100は2016年6月27日には6000未満にまで下がったが、その後回復し6300以上となり一週間も待たずして国民投票以前の水準にまで戻った。国民投票の約40日後にはFTSE100は過去12か月で最高値を記録し、FTSE250についても国民投票以前の値まで回復した。2016年7月の失業者数は前月に比べて約8600人ほど減少した。
イングランド銀行総裁のマーク・カーニーは、国民投票後の市場の安定化を図るためにイングランド銀行が2500億ポンドの資金供給を行う用意があると述べた。カーニーは数週間後にさらなる金利下げを行う可能性も示唆した。カーニーは、国民投票のキャンペーン期間中にEU離脱に関連したコメントを出していた。だが離脱派はカーニーのこれらのコメントは中立性を欠くと述べていた。ロスベリーのキング男爵は、カーニーはEU離脱の経済的影響についての見解を出す義務を果たしたと述べた。キング男爵によれば、キャンペーン期間中に信頼を失ったのはカーニーではなく、過大な主張をした残留派だという。キング男爵は、イングランド銀行が英国経済を安定化させるだろうとし、英国国民に対して落ち着いて待つよう求めた。
スコットランド
スコットランドでは62%がEU残留に投票した。その結果を受け、スコットランド自治政府首相のニコラ・スタージョンはイギリスからの独立を再度目指す考えを表明した。
TTIP/CETA
War on WantのMark Dearnは、英国のEU離脱によって英国がより民主的に貿易協定をコントロールするできるだろうとしつつも、EU離脱後にWTOを含めた種々の貿易協定が取り払われるだろうと指摘し、貿易は英国の今後の政策の中心のひとつだろうと述べている。EU離脱によって英国はEU加盟国としてTTIPに拘束されることは無くなったが、欧州委員会と世界有数の大企業が第三国にTTIPの条項を受け入れるように画策しているために依然として英国はTTIPの影響を受ける可能性があると述べている。

### 英国外
北中米・カリブ海
米国大統領バラク・オバマは、国民投票以前にはもし英国がEUを離脱すれば英国は米国の貿易交渉の後回しとなると述べていた。国民投票後は一転して、英国国民の決断を尊重すると発言し、英国は米国の非常に重要なパートナーだとし英国と米国の特別な関係は長く継続すると述べた。また英国のNATO加盟は依然として米国の外交・安全・経済政策にとって重要なものであるとも述べた。カナダ首相ジャスティン・トルドーは、英国とEUはカナダにとっての重要な戦略的パートナーであり、カナダは今後も両者と関係を築いていくと述べた。
英国以外の欧州
ノルウェー労働党の党首Jonas Gahr StoereはEEAの安定性と統一性を確保することはノルウェーの責任であると述べた。英国は天然ガスの約6割をノルウェーから輸入しているので、ノルウェーは英国との交渉に前向きである。ノルウェーの貿易産業大臣であるMonica Maelandは、英国はノルウェーとEFTAにとって重要なパートナーであり、良い関係を継続させることは重要だと述べている。
2014年にEUとの連合協定に調印したウクライナでは、イギリスのEU離脱の是非を問う国民投票で離脱派の勝利が報じられた後、自国の加盟が早まるという話が活発化し、政府はイギリスの場所を占める用意があると発表したが、ドイツのシュタインマイヤー外相は、「ウクライナのEU加盟問題が取り組むべき事柄として掲げられてはない。」と述べた。一方、ウクライナのポロシェンコ大統領は、6月27日にブリュッセルを訪問してEUの指導者達と会談し、ウクライナ東部の親露派との戦闘状況について報告し、その後ろ盾となっているロシアへの制裁について、イギリスが離脱を決めてもロシアに対する制裁を継続するように求めた。また、EUとウクライナの間で協議が続いているビザなしでの往来について、イギリスの離脱が影響しないよう求めた。
ウクライナ首相のヴォロディーミル・フロイスマンは、英国がEU離脱を決めたことを批判しつつも多くの若い投票者がEU残留を支持したことは肯定的なシグナルだと述べた。フロイスマンは、ウクライナが10年以内にEUに加盟するだろうとも述べている。
ハンガリーは、EUが加盟国に強要する難民受け入れの割り当てをハンガリーが認めるかどうかについての国民投票を2016年10月上旬に実施する決定を下した。この動きを主導したハンガリーの首相オルバーン・ヴィクトルは難民の受け入れに抵抗している。オルバーンは、ブリュッセル(のエリート達)は英国でEU離脱派が勝利した事実から学び、移民政策を軌道修正しなければならないと述べた。
オランダは、英国EU離脱を受け2017年のGDP伸び率予想を従来の2.1％から1.6％に下方修正した。経済政策分析局 (CPB)は声明で「景気の回復は続いているが、英国の国民投票を受けた不透明感が消費や投資だけでなく、オランダに極めて重要な貿易にも打撃を与えている」と分析した。
離脱派の勝利をうけ、フランスでは国民戦線の代表マリーヌ・ルペンが、オランダでは自由党の党首ヘルト・ウィルダースがEUからの離脱の是非を問う国民投票の実施を求めたが実行されなかった。チェコでは2015年10月時点での調査では約6割の有権者がEU加盟を不満としているが、離脱の是非を問う投票は行われていない。
日本
2016年5月27日、G7首脳会議（伊勢志摩サミット）にて、安倍晋三首相を含む各国首脳がイギリスのEU離脱について「より大きな国際貿易及び投資に向けた傾向、ならびにこれらが生み出す雇用を反転することになり、成長に向けた更なる深刻なリスクである」と一致し懸念を表明した。また、安倍首相は「世界の貿易額は、2014年後半から下落に転じ、20%近く減少、リーマン・ショック以来の落ち込みです。ここで、もし対応を誤れば、世界経済が、通常の景気循環を超えて、危機に陥る、大きなリスクに直面している」と世界経済に対する懸念を示していた。
6月24日のイギリスの国民投票によってEU離脱派が勝利した直後、日本国内では一時、1ドル = 99円台まで、円高が進んだ。また、日経平均株価は、一気に1,300円以上、値を下げた。これに対し、経済同友会の小林喜光代表幹事は「戦後70年、大きな転換点。それは、リーマン・ショック以上の大きな転換点」と述べた。
6月27日、イギリスのEU離脱問題への対応を協議するため、政府・日銀は総理官邸で緊急会合を開いた。安倍首相は「為替市場を含む金融市場の動きに、これまで以上に注意を払っていただきたい」「日本の実体経済、とりわけ中小企業の活動に影響が出ないよう、万全を期していかなければならない」との認識を示した。
6月29日、政府・日銀は総理官邸にて2度目の会合を開き、安倍首相は「市場にまだ不透明感、リスク懸念が残る中、G7諸国が一致協力して市場の安定に全力を尽くすという強い意思をマーケットに発信し続けることが重要」と述べ、麻生太郎財務大臣に対して「経済金融面での必要な対応を機動的にとってもらいたい」と指示。日銀に対しては、「イギリスで事業を行う日本企業が安心して活動できるよう、潤沢な資金供給により金融仲介機能を支えてもらいたい」と要請した。麻生財務大臣は記者団に向かって「短期的に市場は落ち着いているが、中長期的な影響はこれからだ」との認識を示し、日銀の黒田東彦総裁は「現時点で日銀は十分な外貨資金を供給しており、問題は生じていない」と話した。
WTO
WTOのdirector-generalであるRoberto Azevedoも、WTOが英国とEUを援助し協調する用意があると述べた。

## 提言
ノーベル経済学賞受賞者であるジョセフ・スティグリッツは、グローバリゼーションによって一般市民の生活水準が低下している現実に既存の有力政治家達が対処できていない点を指摘し、政治家達は一般市民の福利向上のために努めるべきだと論じる。
欧州の国家間での人の自由な移動は、経済的にうまくやっている国々が多くの難民を背負うことを意味する。もちろん多くの難民は紛争の被害者であり、難民への援助は倫理的責任である。
だが非熟練労働者の供給過剰は均衡状態での賃金を下げ、そして賃金が低下しない場合は失業が増加する。結果それらの国々では、企業がより安価な労働力を使おうとすることで従業員の賃金が下がり失業率も上昇する。市民のための社会保障制度が整っておらず教育・保健制度も不十分な国では、難民受け入れは総合的に見て得であろう。だが、社会保障制度がしっかり整備された国々では難民受け入れは得ではない。難民という重荷は難民を受け入れられるだけ余裕のある国々に重くのしかかるのだ。
大西洋の両側で似たような状況となっている。公的サービスの縮小や移民流入により賃金が下がる状況になっており、その最大の被害者は中間層である。中間層・労働者階級は経済成長の恩恵を受けていないのである。これらの階級は銀行が2008年の金融危機を招いたことを理解しており、大量の公的資金がそれらの銀行を救済するために使われて家計を救うためにはほとんど資金が使われなかったことを見てきている。
米国男性の正規労働者の物価加味の実質所得はこの4年間で上昇していない。彼らが政治に怒りを呈するのは当然だろう。
にもかかわらず政治家達はほとんど何もしていない。一般市民は現行システムが不公正なものであるとわかっているが、これは想像していたものよりもさらに不公平なものだったのであり、
公正なシステムに変えると約束していた既存の有力政治家達の手腕を信用できなくなってしまったのだ。英国のEU離脱に関しても、EU側の有力政治家達がどう対応するかが最も重要だ。英国とEUの貿易・経済での結びつきは両者を利する。もしEU側がより緊密な統合が良いものだと考えているならば、EU側は英国との近い距離を保つための模索をしたはずだ。だが英国に対して強硬に出た有力政治家がいる。その人物はルクセンブルクでの大規模な法人税回避スキームを構築した人物であり、そして2016年7月上旬時点で欧州委員会の委員長である。ジャン＝クロード・ユンケルのことだ。ユンケルは、英国にはWTOルールで保証されている以上のことを提示しないとし、その他の加盟国がEUを離脱することを防ぐためにEUは妥協しないと述べた。ユンケルがEUの初期段階での分裂の原因となった人物として記憶されるであろうとすれば、ユンケルの対英強硬姿勢は理解できなくはない。ユンケルの言動からもわかるように、欧州は脅迫と恐怖によって結びつけられているのである。
ユンケルが示すような態度は、英国でのEU離脱派勝利や米国でのドナルド・トランプの動きを無視するものだ。新たに登場してきた政治家達は、既存の有力政治家達が主張してきたようなグローバリゼーションが万人に恩恵を与えるという約束の結末がいかなるものかを悟っている。多くの人々の経済状況は良くない。過去40年にわたる新自由主義は、1%の人々にとっては良かったかもしれないがそれ以外の人々にはそうではなかった。スティグリッツはその新自由主義の結果がどのようなものかを語る。
「私はかねてより予言していましたが、このような経済的停滞は大きな政治的変革を起こしてしまうのです。その日が来てしまいました。」
だが、既存の有力政治家達はさらにグローバリゼーションを推進しようとしている。米国大統領バラク・オバマが推し進める大西洋横断貿易投資パートナーシップ協定はこれまで以上に害のある協定だ。
今日の貿易協定はその交渉過程が公にされず、大企業の利益のためのものであり、一般市民・労働者は完全にしめだされる。この結果、労働者の交渉地位や労働組合の権利は弱められる。
そして市場における企業の権力増大が意味するものは結局のところ実質賃金の低下であり、すなわち所得格差の増大である。
実質賃金の停滞・低下の効果は緊縮財政政策や公的サービス削減の効果とあわさり、労働者にとっての経済的不確定性となる。さらにそれが移民による効果と化学反応を起こして毒が生成される。
グローバリズムに対する一般市民のバックラッシュは理解できるものである。とはいえ怒りで投票することは何も変えないどころか、状況を悪化させるかもしれない。今後の政治のあり方は、既存政治が多くの市民の懸念を払拭するには役立たずだったことを理解していくことである。そして
EU加盟国の各政府は一般市民の福利を向上させることを第一目標とするべきである。スティグリッツは、過去から学び過去の失敗を繰り返さないことこそが今日の課題であると結論づける。